# Police en Suisse

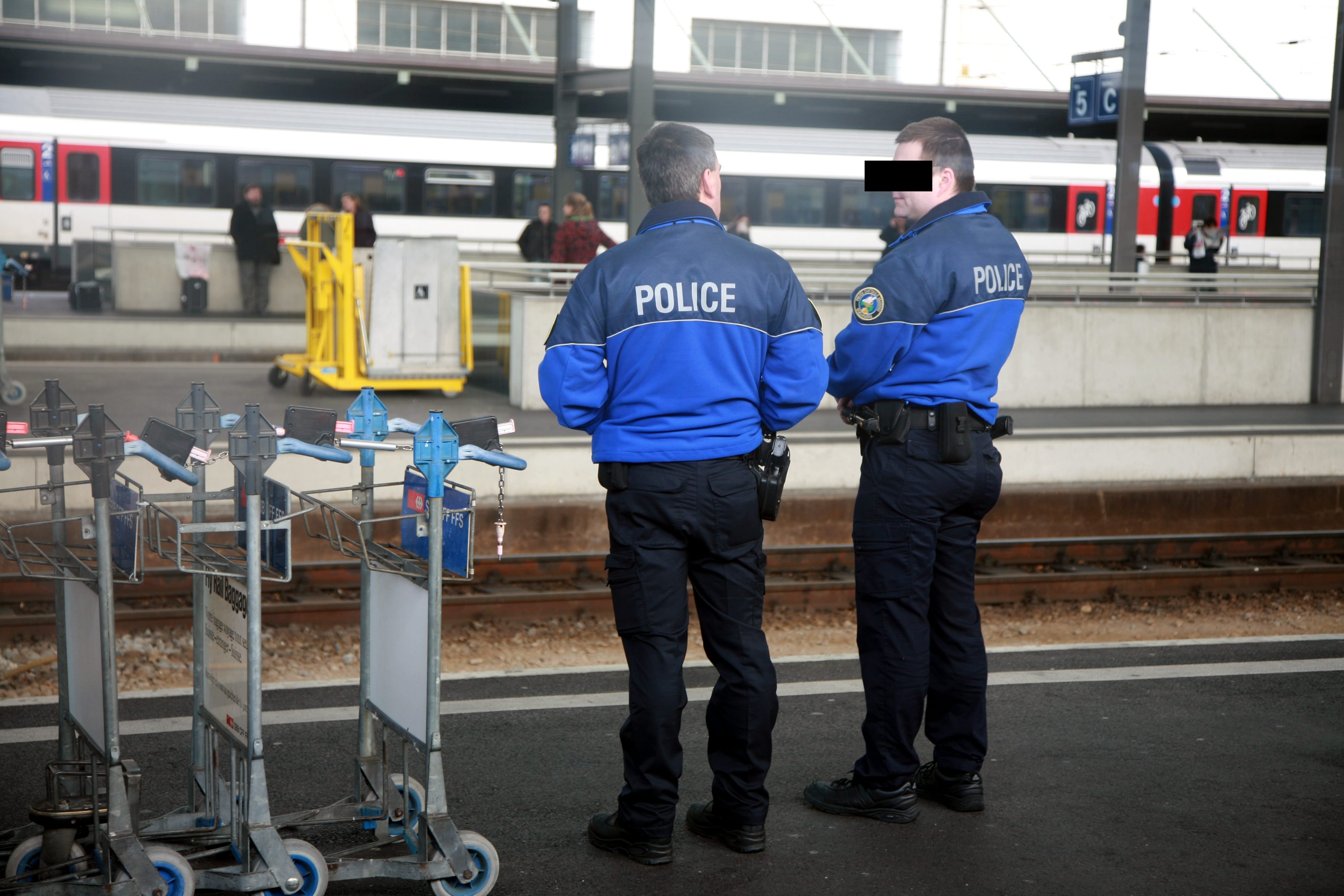
Police vaudoise en gare de Lausanne

Les corps de police présents sur le territoire suisse assurent la sécurité intérieure de la Confédération suisse et de sa population. La compétence en matière de police, n'ayant pas été déléguée, appartient aux cantons conformément à la Constitution fédérale. Les cantons sont dès lors souverains en matière de police et sont chargés d'assurer la sécurité et l'ordre publics sur leur territoire. Les vingt-six corps de police cantonaux sont soutenus par quelque 300 corps de police municipaux et polices communales ainsi que par l'Office fédéral de la police. 
La Confédération suisse ne possède pas de compétence pleine et entière dans le domaine de la police. Néanmoins, la Constitution fédérale lui confère un certain nombre de tâches limitées à des domaines précis. Dans le cadre des tâches de police de sécurité, la Confédération suisse assume la protection des personnes et des bâtiments de la Confédération, y compris les obligations de protection découlant du droit international public, les compétences policières en relation avec l'accomplissement des tâches en matière de douanes, la garantie de la sécurité dans le domaine des transports publics et de l'aviation ainsi que les compétences policières au sein de l'armée. Dans le cadre des tâches de police judiciaire, la police judiciaire fédérale de l'Office fédéral de la police agit au titre de police judiciaire de la Confédération suisse, sous la conduite du ministère public de la Confédération.

## Histoire
Historiquement, la Suisse fut d'abord une confédération dont chaque membre était un État souverain avec ses lois, sa monnaie et ses forces armées. Chaque canton dispose donc de sa propre histoire en matière de force de police, mais en général, chacun d'entre eux disposa pendant longtemps d'une simple milice ou d'une maréchaussée.
Dans les années 1800, lors de la période de la République helvétique, une première tentative d'unification à la française, à la suite de l'occupation du pays par la France, échoua. Néanmoins, lors de la restauration de leur autonomie à la suite de l'acte de médiation, la plupart des cantons créèrent des groupes de gendarmerie qui avaient pour but principal de lutter contre la vagabondage. Dans les années 1820, les prérogatives de ces troupes s'élargirent et reprirent alors celle de différents groupes de l'Ancien Régime, telles les maréchaussées ou les gardes urbaines.
Avec la création de l'État fédéral de 1848, les compétences des cantons en matière de sécurité furent fixées et celles-ci demeurèrent largement en leurs mains.
En 1909, le professeur en criminologie Rodolphe Archibald Reiss fonde l'Institut de police scientifique de l'Université de Lausanne, première école de police scientifique au monde[réf. nécessaire].

## Structures fédéralistes de la police
On peut sommairement diviser les différentes entités de police suisses en trois grands groupes. Premièrement, la police fédérale, qui s'occupe de la grande criminalité, de la coordination intercantonale et internationale ; ensuite, les différentes polices cantonales, qui s'occupent de la majorité des affaires ; enfin, les polices locales et communales qui remplissent des rôles de police de proximité.

### Confédération

#### Office fédéral de la police
L'Office fédéral de la police (FEDPOL) est l'office fédéral compétent en matière de police au niveau fédéral. Il dépend du Département fédéral de justice et police. Il est chargé des questions relatives à la police judiciaire fédérale et son siège est à Berne.
Ses compétences et son fonctionnement se basent principalement sur l'Ordonnance du 17 novembre 1999 sur l’organisation du Département fédéral de justice et police. Ses domaines de compétences sont restreints en comparaison d'autres polices fédérales.
Tous les organes de la police fédérale sont réunis sous l'égide de l'Office fédéral de la police, dont l’appellation générique est « fedpol ».
L'Office fédéral de la police comprend les divisions suivantes :
- Direction / État-major, qui est comme son nom l'indique l'organe de direction de « fedpol ».
- Division principale Coopération policière internationale, qui s'occupe de coordonner les demandes d'entraide judiciaire concernant la Suisse et de superviser celles effectuées par la Suisse à l'étranger.
- Division principale Police judiciaire fédérale, organe le plus important qui s'occupe des tâches de police relevant de la compétence fédérale, tels le grand banditisme, les activités terroristes, les crimes de guerre, etc.
- Division principale Services, qui est une plate-forme d'information responsable de différentes bases de données recensant les empreintes digitales, les relevés ADN, les personnes disparues, etc.
- Division principale Service fédéral de sécurité, qui s'occupe de la sécurité des personnalités, magistrats et bâtiments fédéraux, ainsi que de la coordination en cas de prise d'otage avec chantage concernant la Confédération.
- Division Ressources, qui est une entité administrative gérant le personnel, les finances et les services techniques.

Fedpol comptait 895 collaborateurs en 2009, la majorité étant des juristes et des spécialistes. Le budget de l'Office, en 2009, se montait à 226 millions de francs suisses.

### Cantons

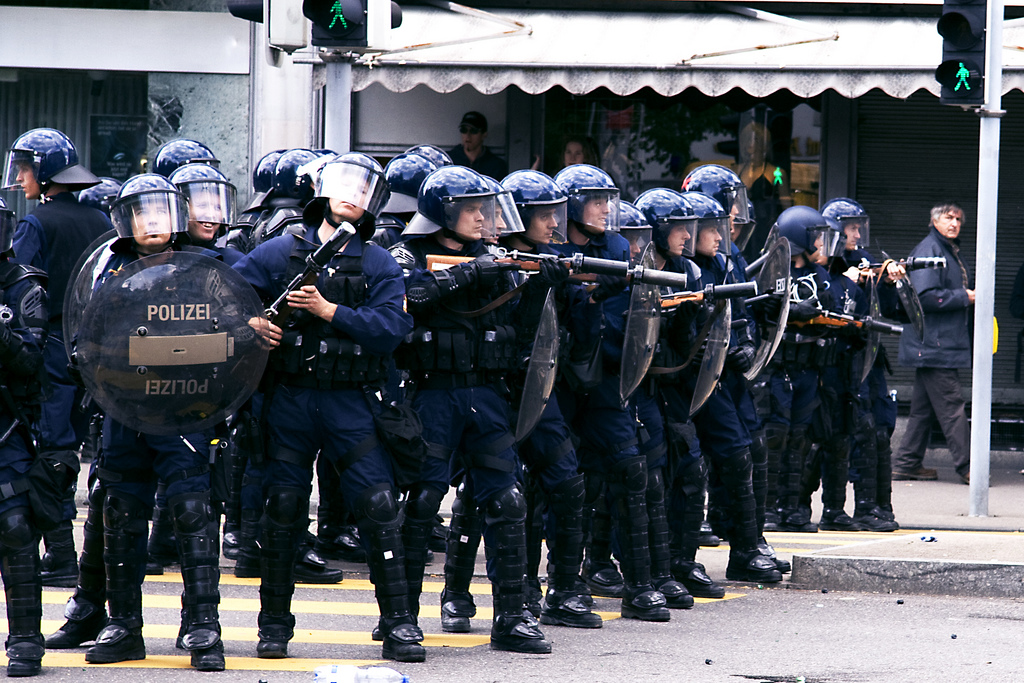
Police municipale zurichoise lors des manifestations du Fête du Travail en 2007

Chaque canton dispose de sa propre force de police, laquelle est souvent constituée d'une force de gendarmerie en uniforme[réf. nécessaire], supportée par une police judiciaire ou de sûreté qui s'occupe des enquêtes d'envergure. Néanmoins, certains cantons ne font pas ou plus cette distinction.
De même, certains cantons ont encore une police locale forte, alors que d'autres n'ont plus qu'une force de police cantonale.
La Constitution suisse et les différentes constitutions cantonales consacrant la souveraineté des cantons sur leur territoire  , il s'est révélé nécessaire d'établir des accords de coopération judiciaire entre ces derniers, de manière qu'un délit commis dans un canton puisse être poursuivi même en dehors de celui-ci. Pour ce faire, un concordat de coopération a été signé par tous les cantons, sa dernière version datant de 1992.
Étant donné que tous les cantons n'ont pas les mêmes moyens financiers ni le même nombre d'habitants, ils ne disposent pas tous de forces de police permettant de réagir à toutes les situations. Ainsi, si les grands cantons peuvent s'offrir des services de polices spéciales, la plupart des cantons plus petits n'en disposent pas. Pour pallier ces manquements, des accords ont été mis en place et consacrent des principes de coopération entre cantons.

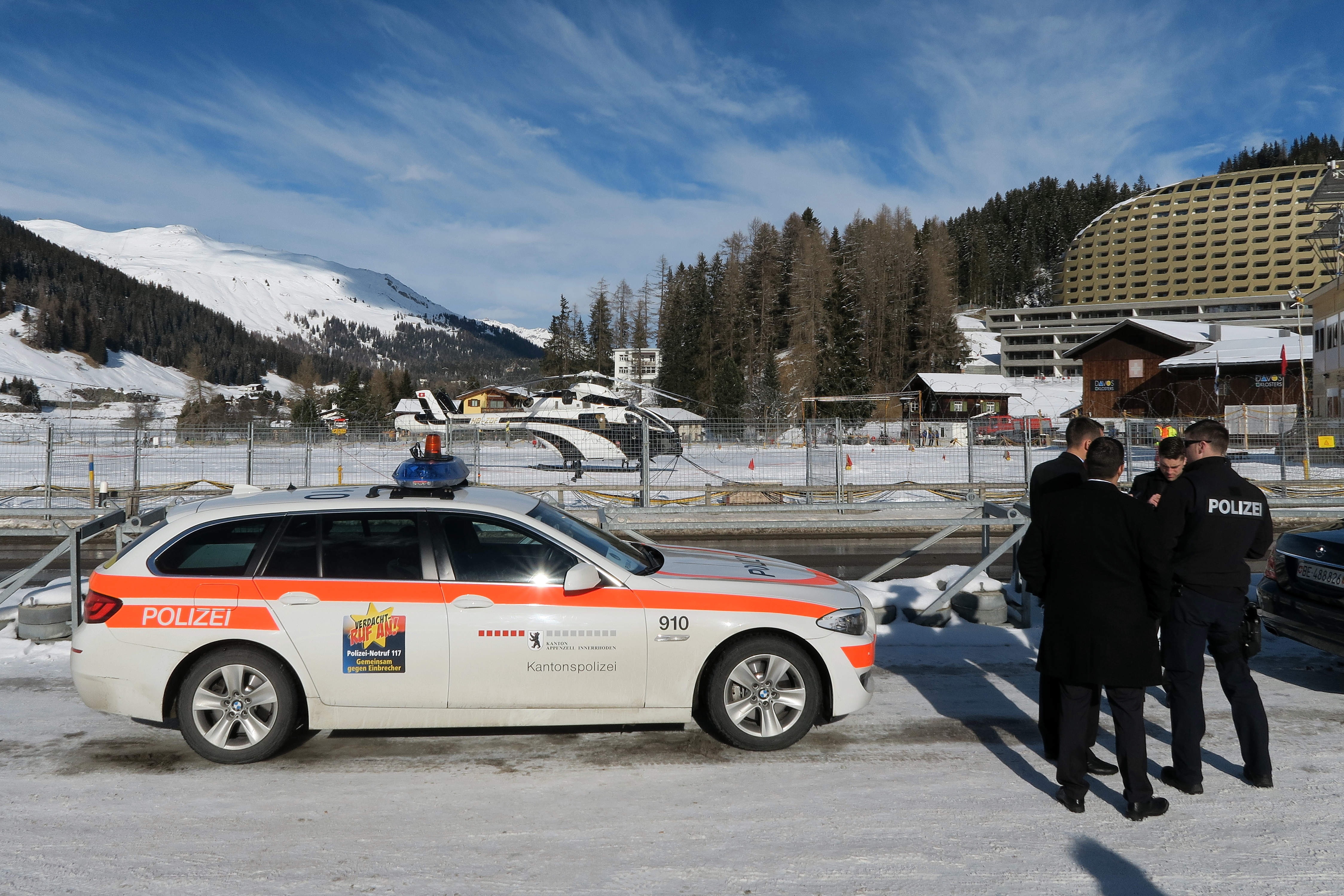
Police cantonale d'Appenzell Rhodes-Intérieures
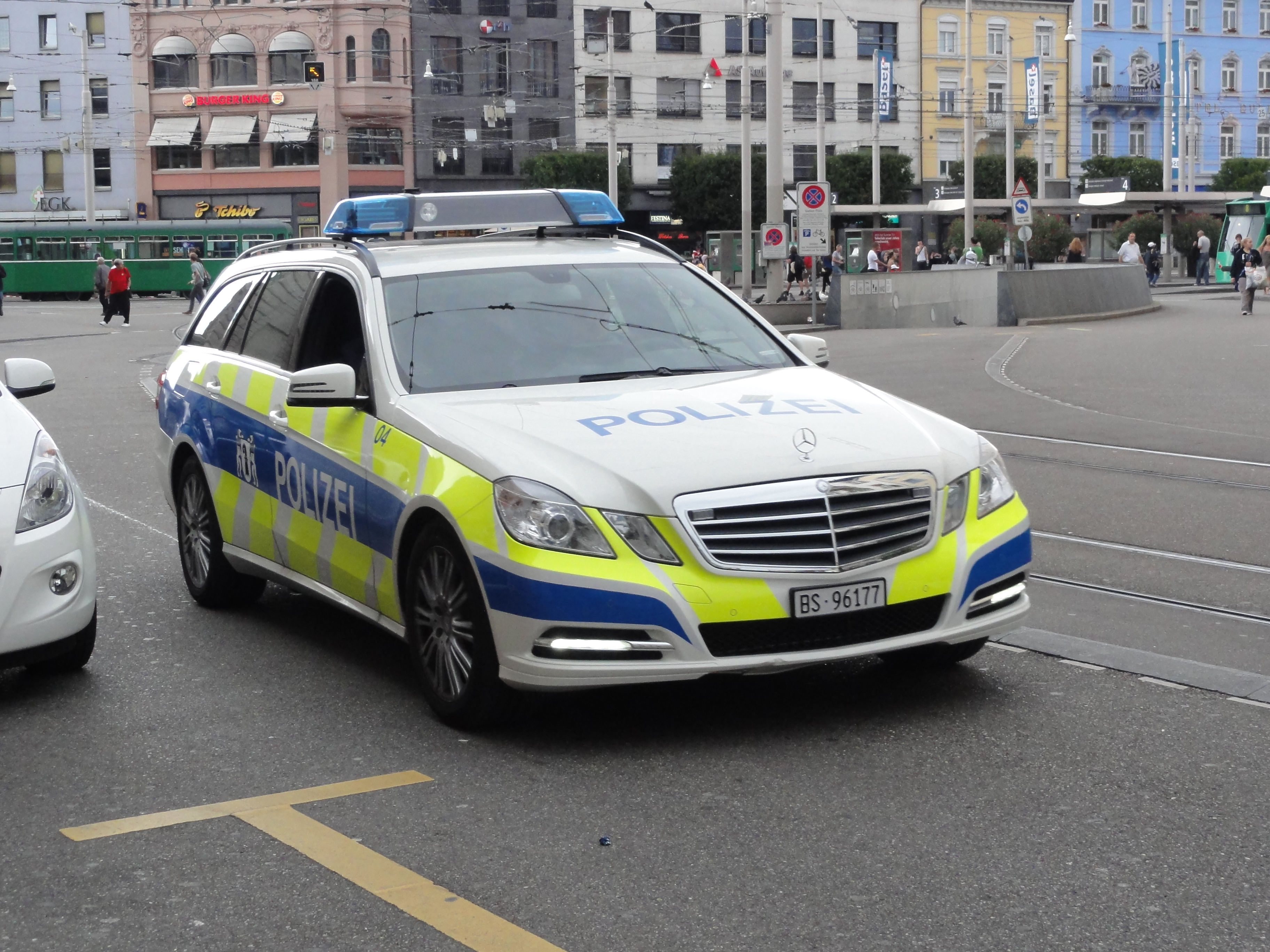
Police cantonale de Bâle-Ville
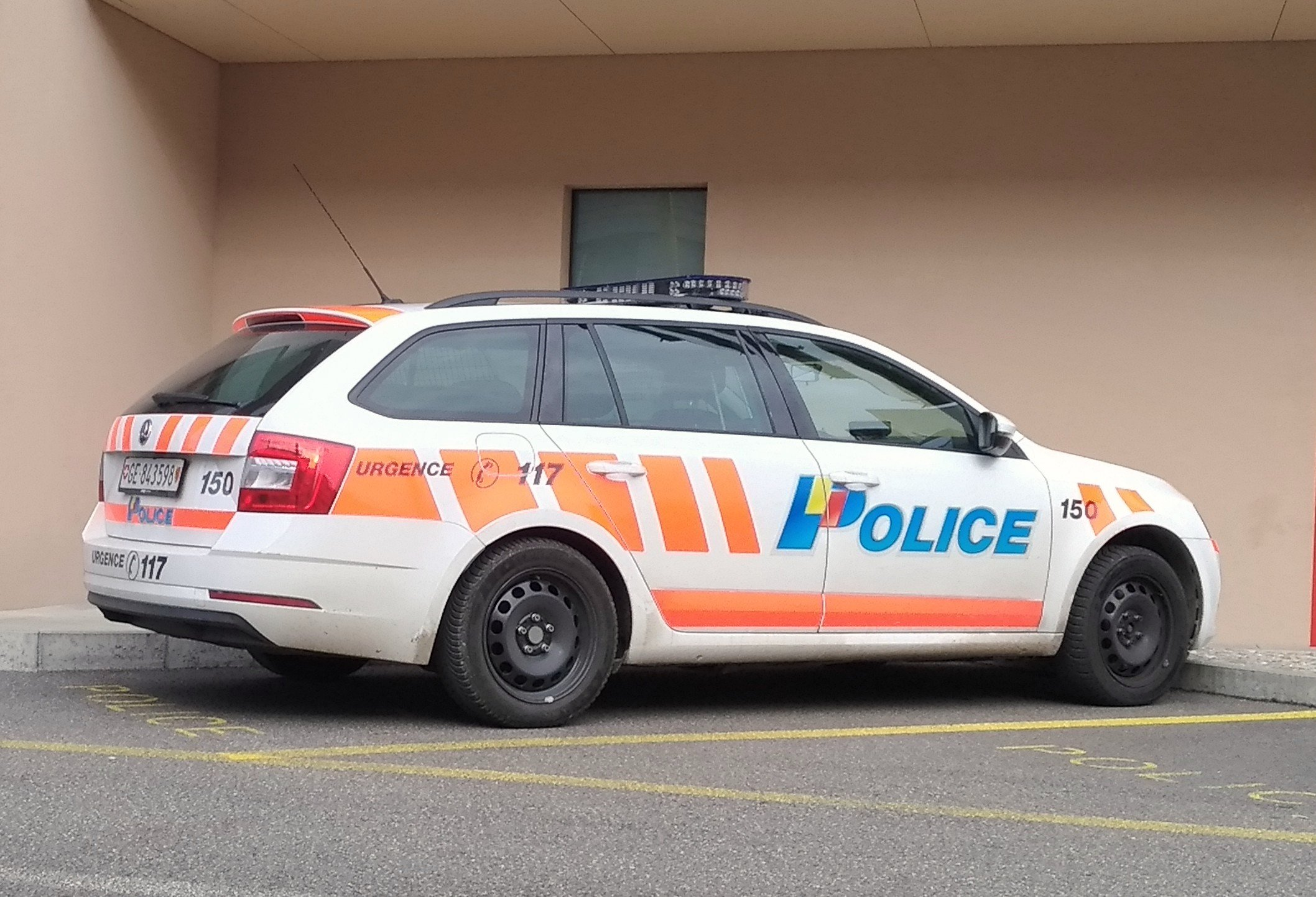
Véhicule de la Police cantonale genevoise
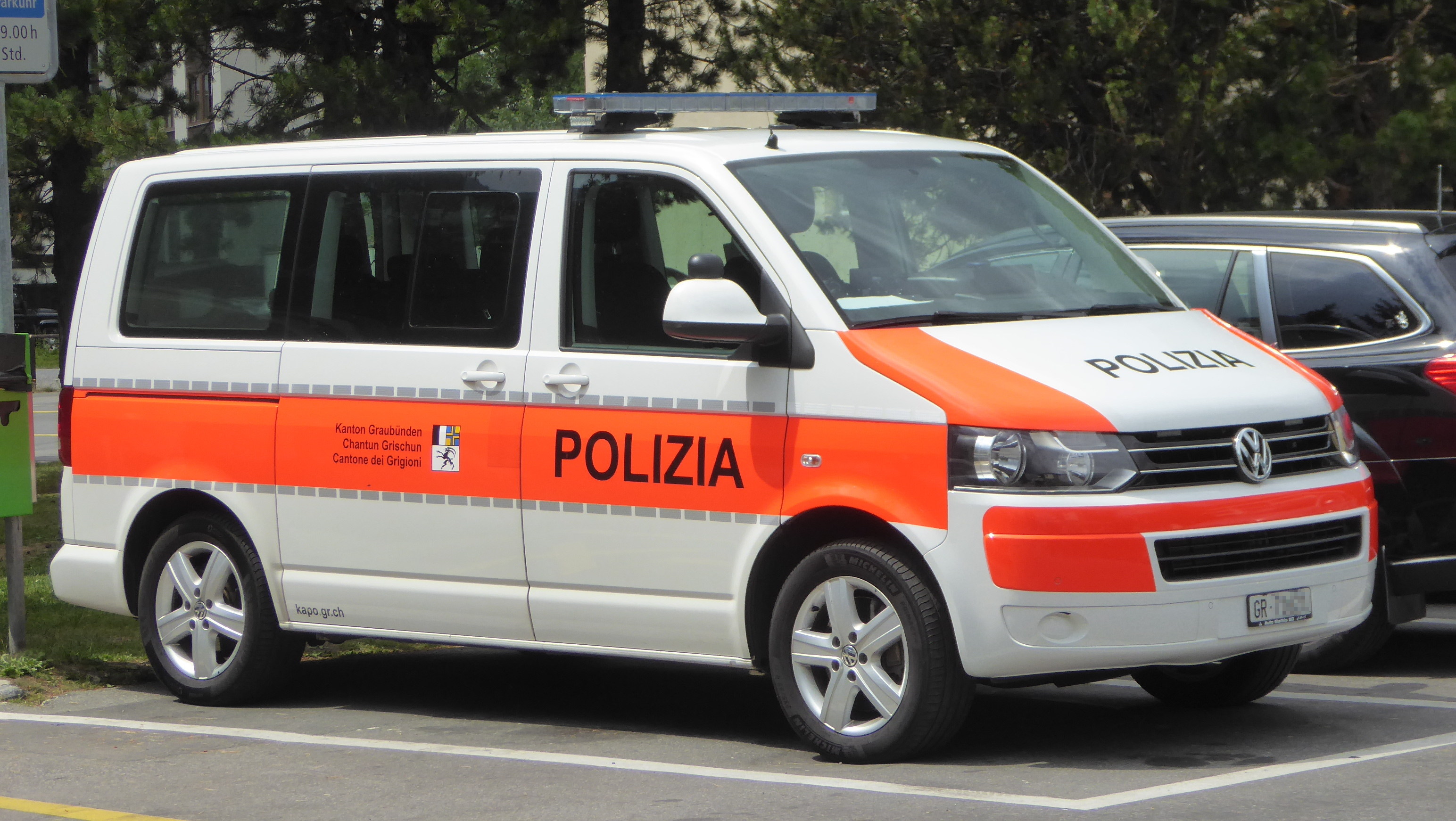
Police cantonale des Grisons
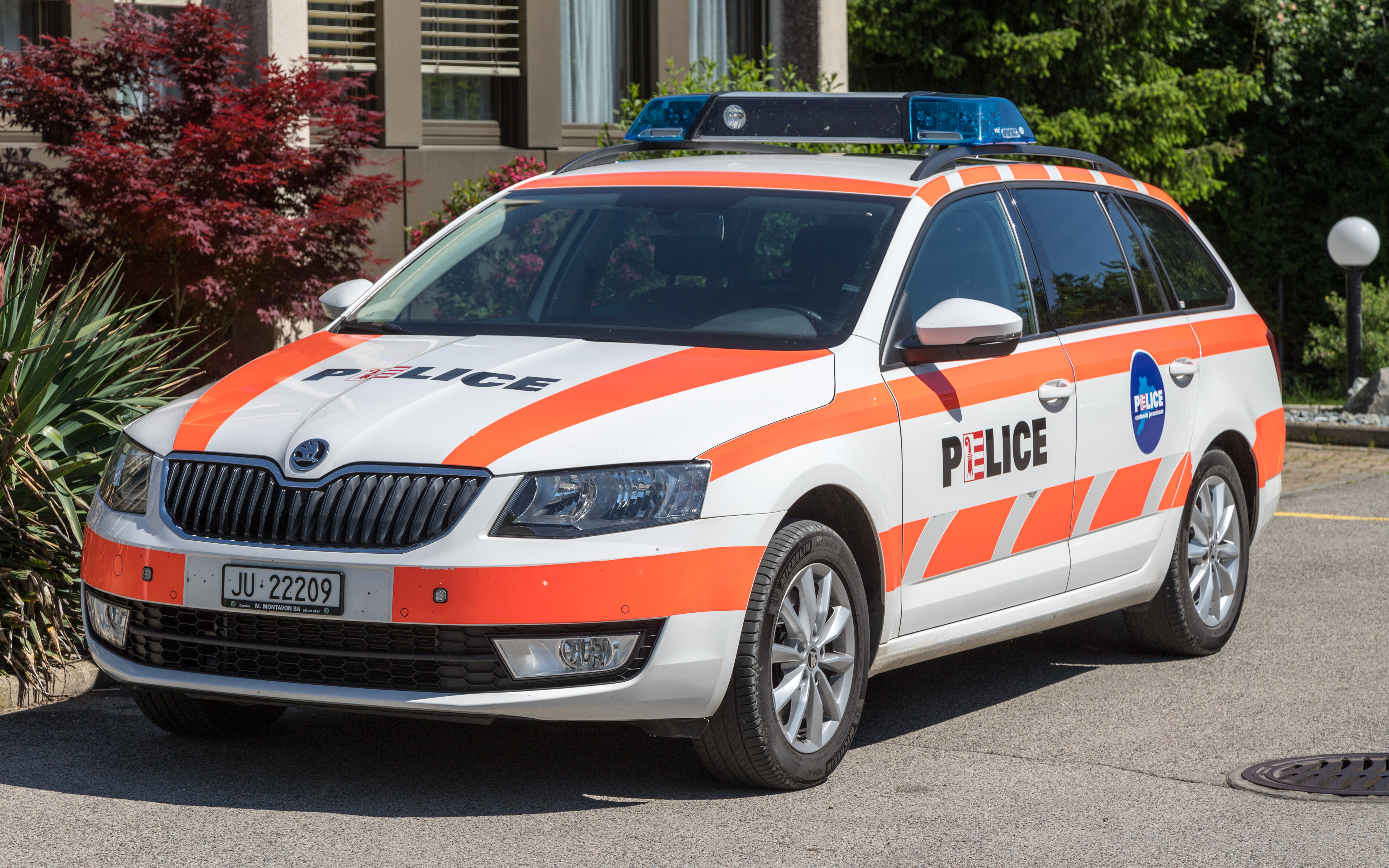
Police cantonale du Jura
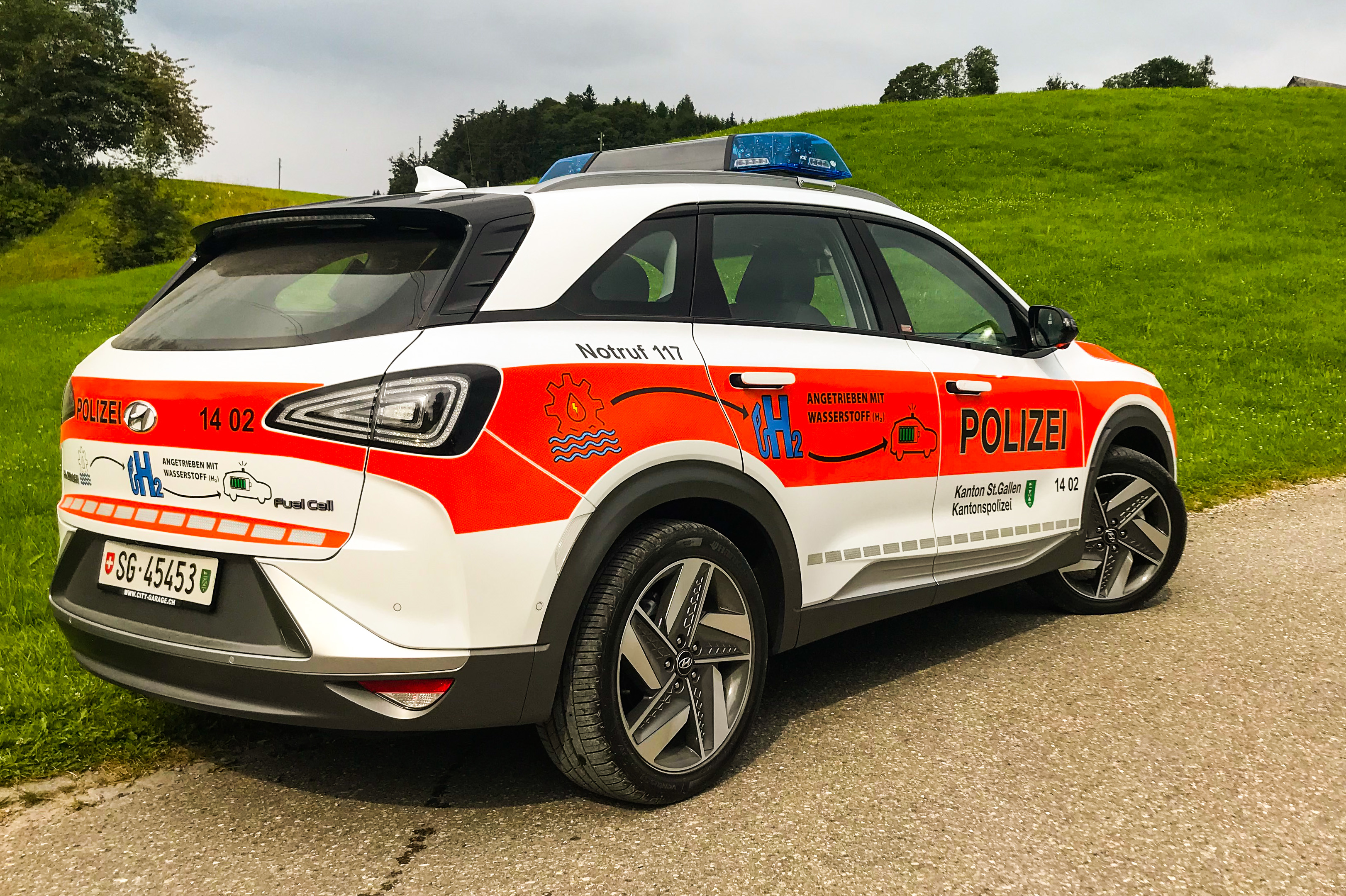
Police cantonale de Saint-Gall
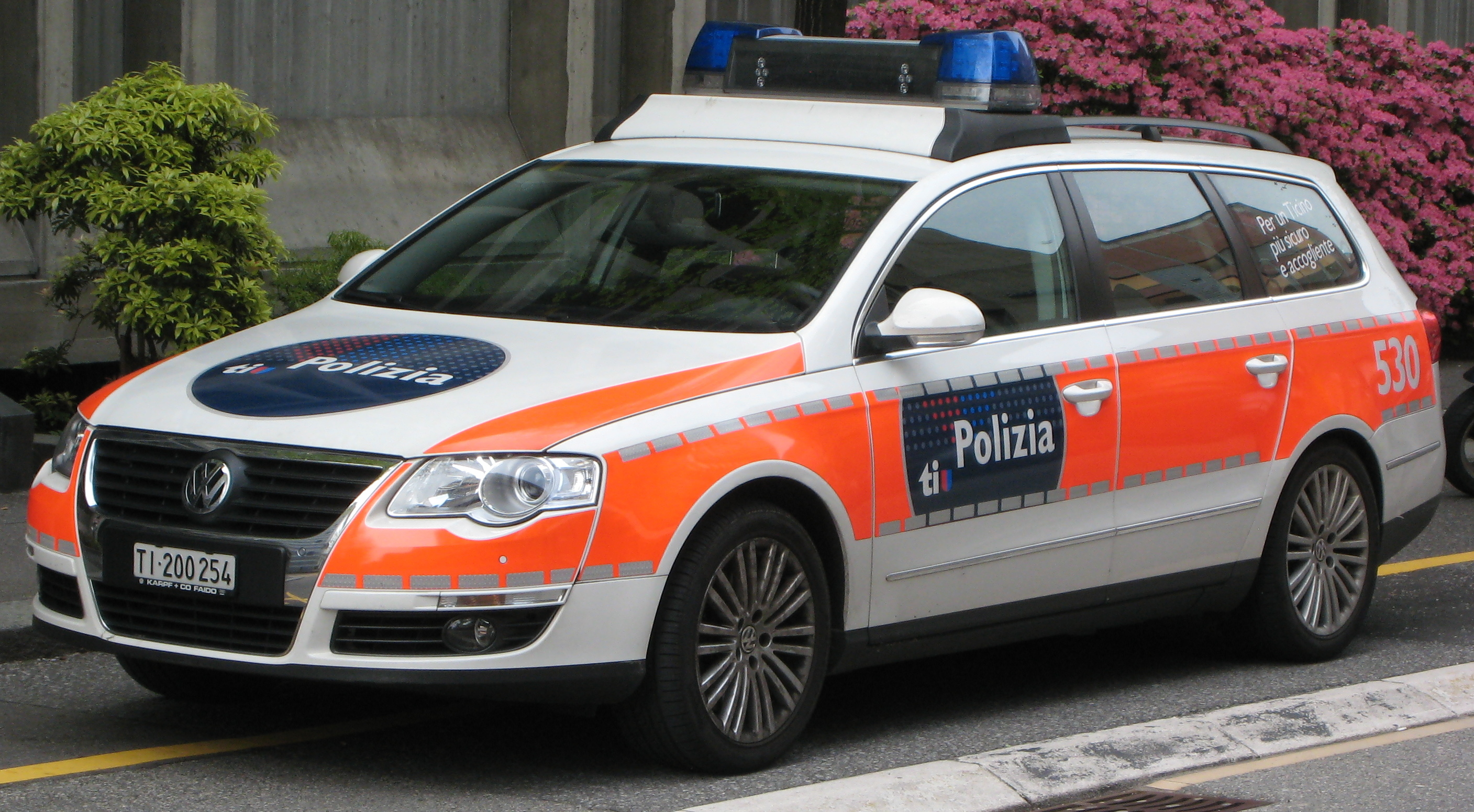
Police cantonale du Tessin
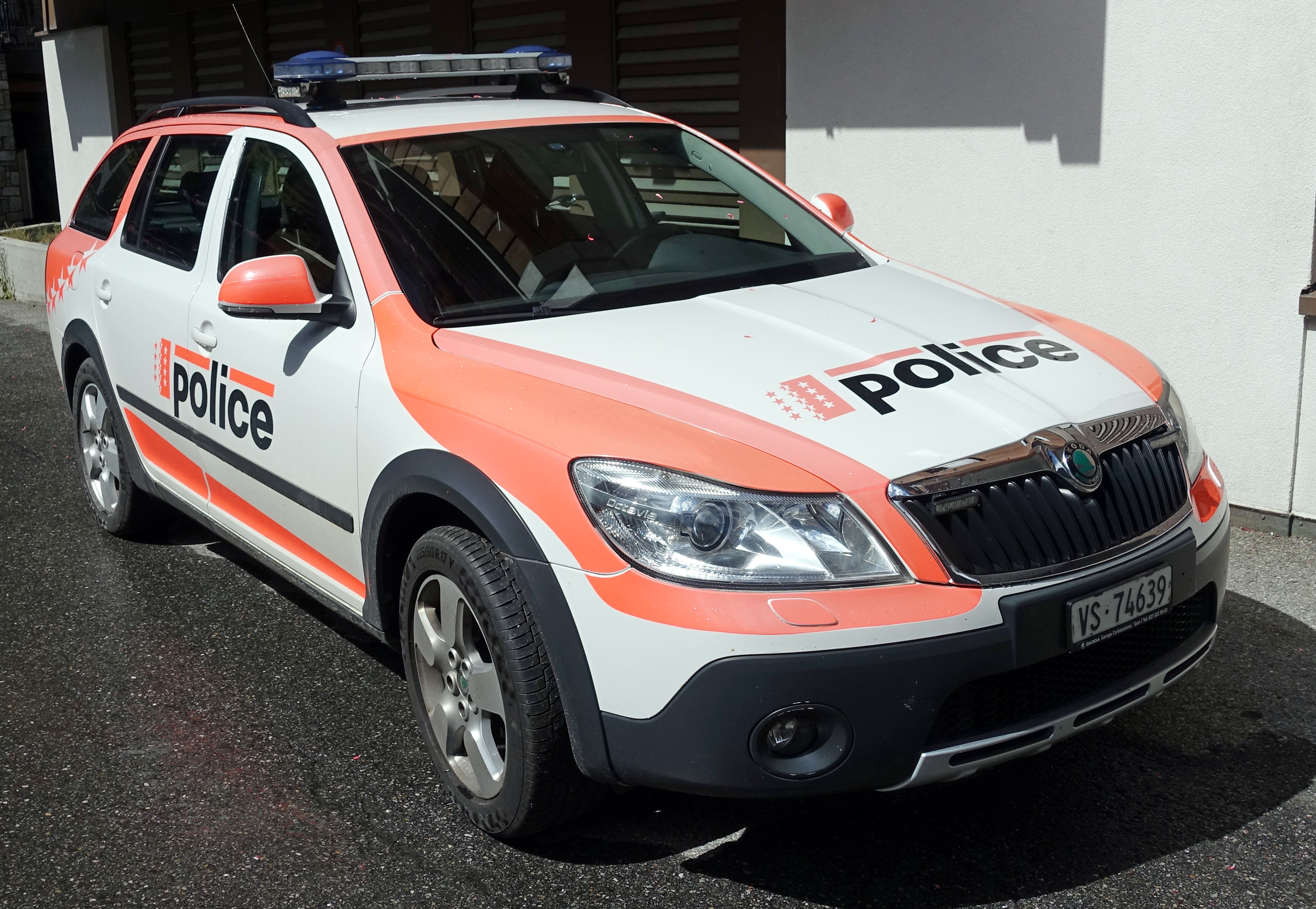
Police cantonale du Valais
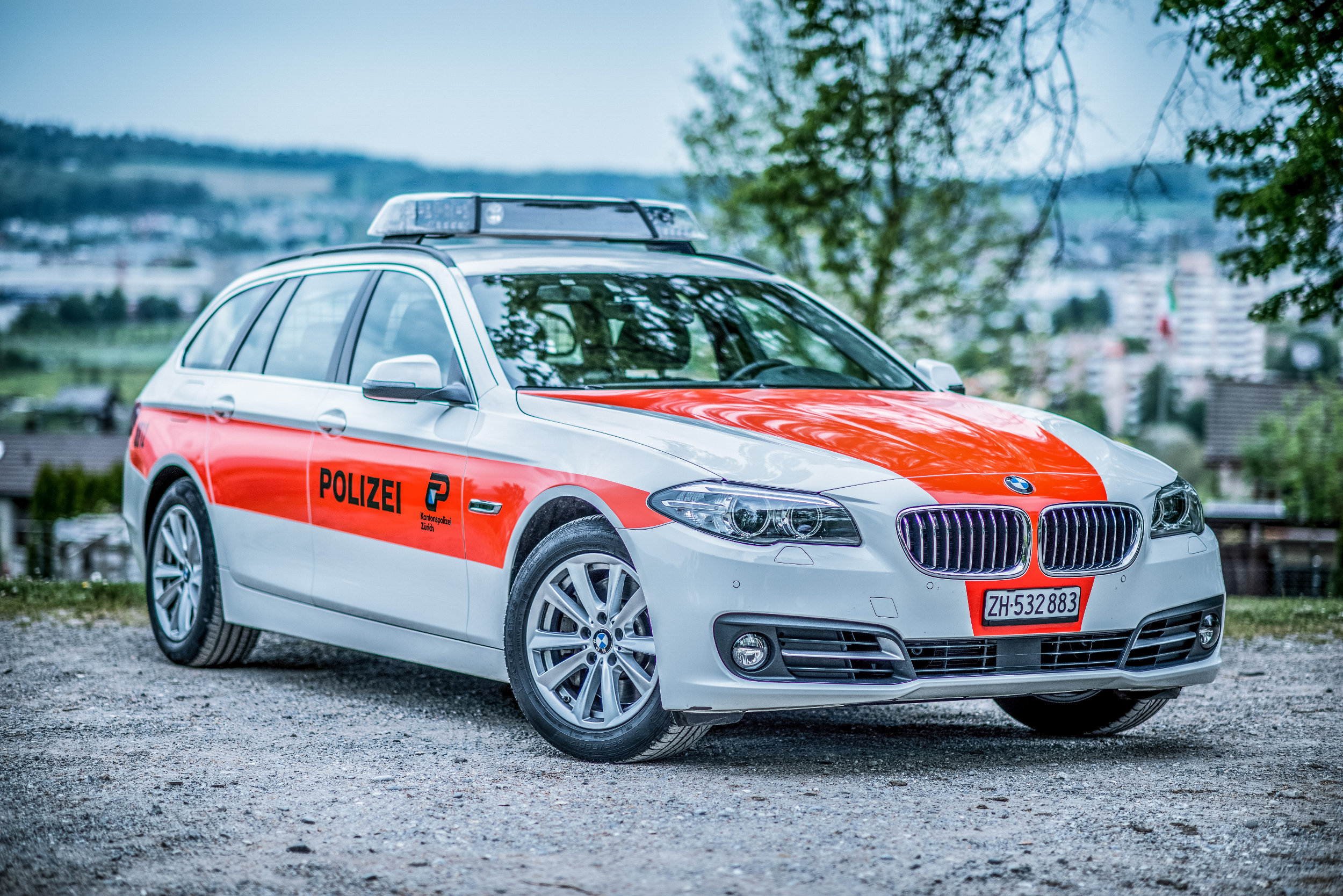
Police cantonale de Zurich
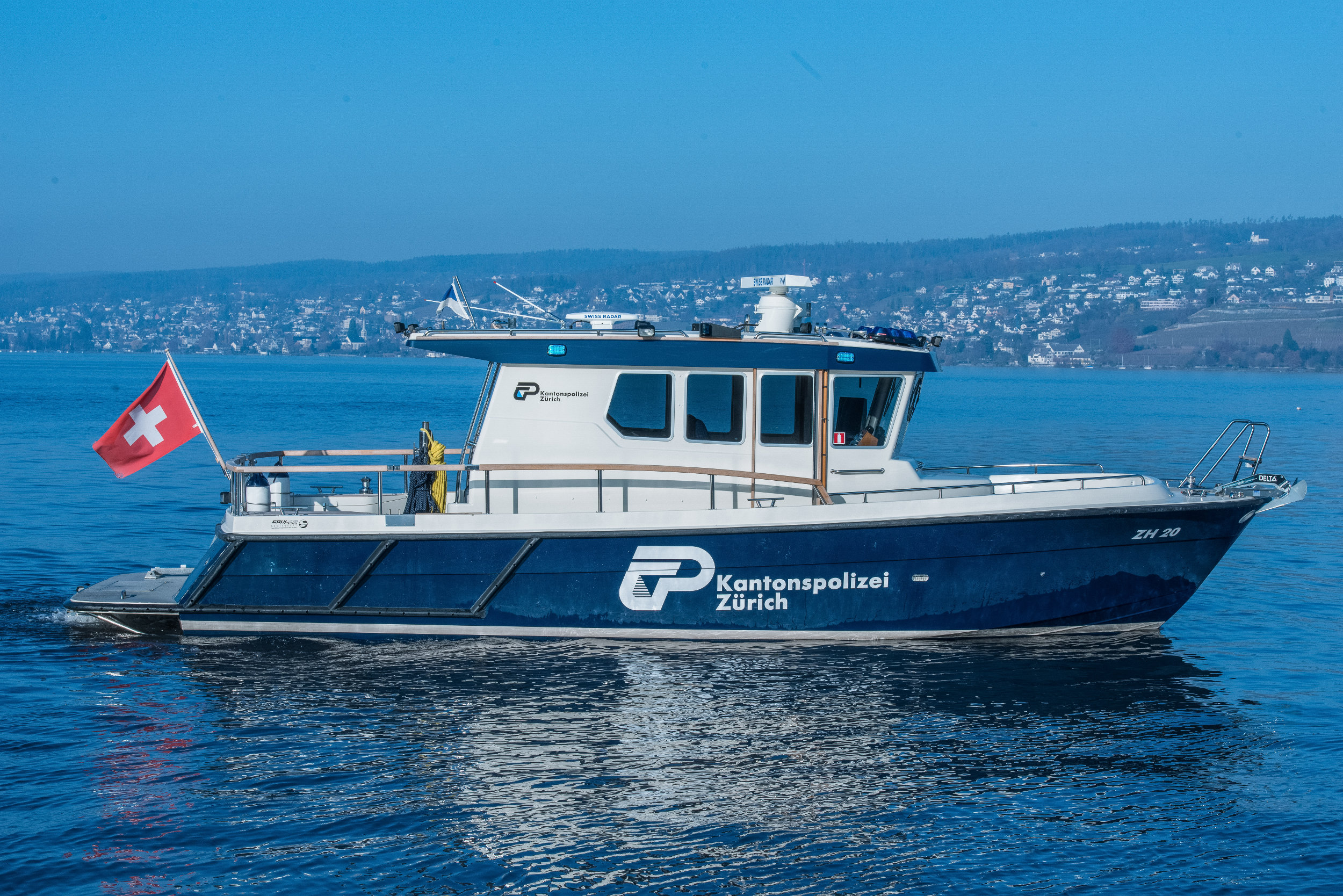
Police cantonale de Zurich

### Communes
La plupart des communes suisses de taille relativement importante disposent d'une police communale ou intercommunale, composée d'un nombre variable d'agents en uniforme ou non. Les principales tâches de cette police sont la sécurité des personnes et des biens (Police-Secours), la police de proximité, la surveillance du trafic, ou encore le respect de l'ordre et de la tranquillité des habitants. Depuis 2012, dans le canton de Vaud, les polices municipales (hormis Lausanne), ont été regroupées en polices intercommunales réparties dans tout le canton, notamment Police de l'Ouest lausannois (POL), Police région Morges (PRM), Police Nord vaudois (PNV), Police Riviera, Police Est lausannois (PEL), Police Nyon Région (PNR), Police du Chablais (EPOC), etc. Ces polices assurent toutes les missions de police générale et sont dotées de prérogatives judiciaires étendues, octroyées par le canton et en lien avec la Loi sur l'organisation policière vaudoise (LOPV).
Les communes assurent aussi des fonctions de police administrative, notamment en ce qui concerne le contrôle des habitants.
Chaque canton organise et attribue des rôles différents à ses polices municipales. Ainsi certains cantons disposent de polices municipales avec des missions étendues et des pouvoirs de police quasiment identiques à la police cantonales (comme des tâches judiciaires), alors que d'autres cantons attribuent aux policiers municipaux d'autres missions ou d'autres compétences (simple maintien de l'ordre public, la prévention et incivilités, missions souvent de plus basse intensité mais de grande importance dans le fonctionnement de la société). La formation pour devenir policier municipale est différente d'un canton à l'autre : dans certains cantons, la police municipale effectue la même formation que la police cantonale et est titulaire du Brevet Fédéral de Policier-ère,, ; dans d'autres cantons, la police municipale a une formation séparée et est titulaire du diplôme cantonal d'agent-e de la police municipale. L'équipement et l'uniforme des policiers municipaux a aussi des variantes cantonales : les polices municipales de certains cantons ont un uniforme et équipement identique à la police cantonale et seul le badge les différencie, dans d'autres cantons l'uniforme et l'équipement sont différents (notamment le port ou non de l'arme à feu et les véhicules prioritaires (sans gyrophares bleu et sirène)). 

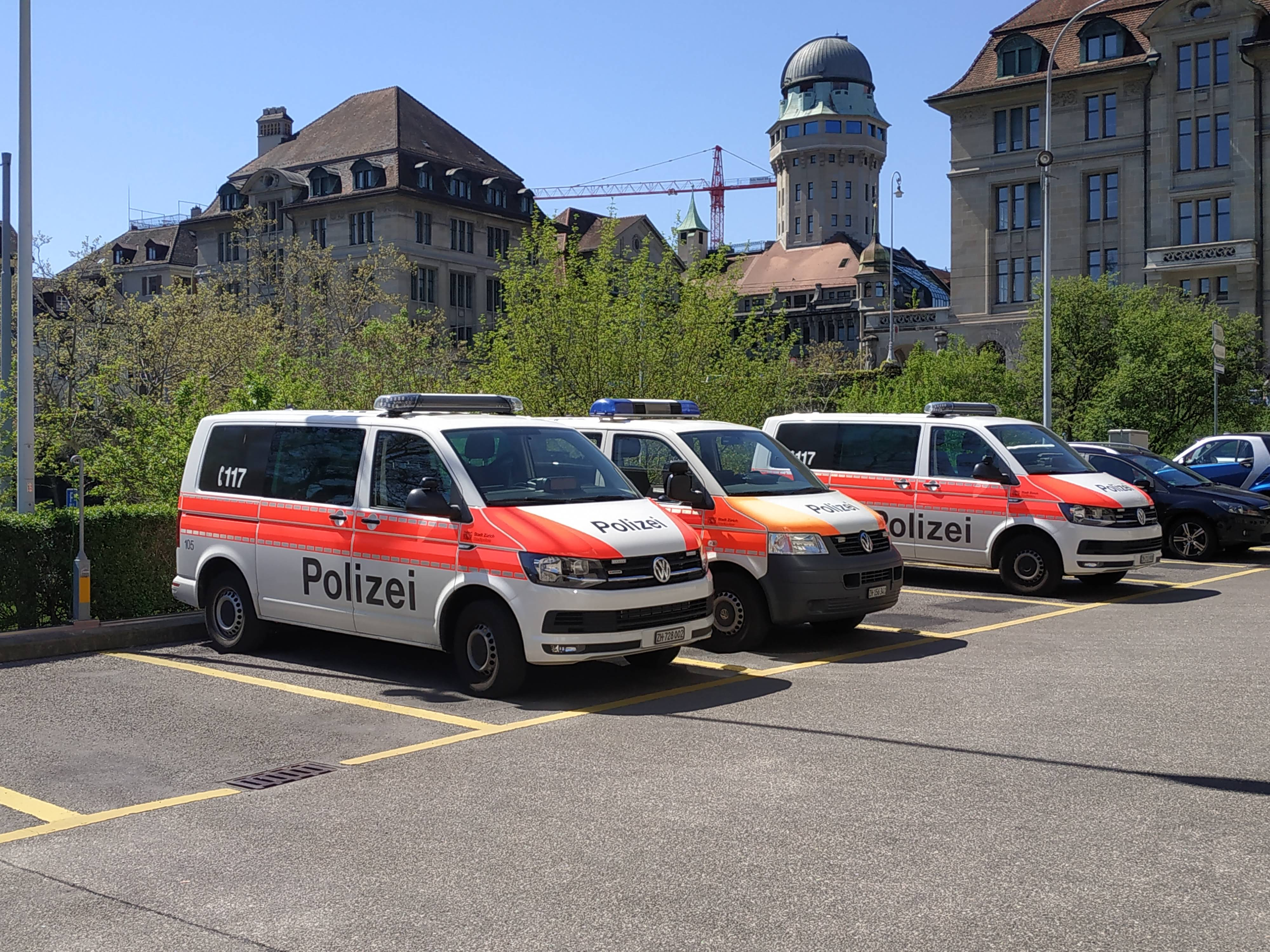
Stadtpolizei Zürich (2019)
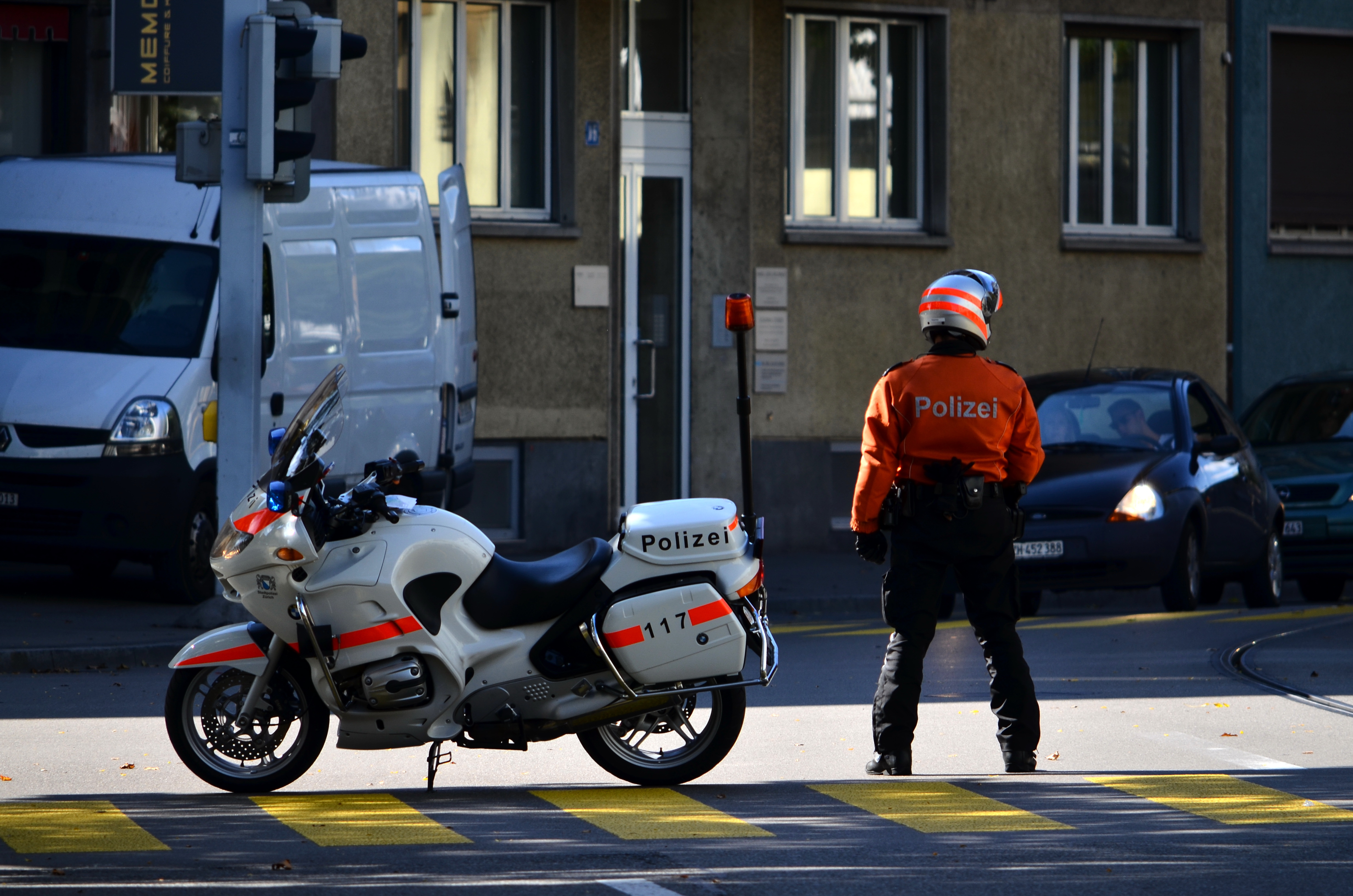
Motard de la Stadtpolizei Zürich  (2014)
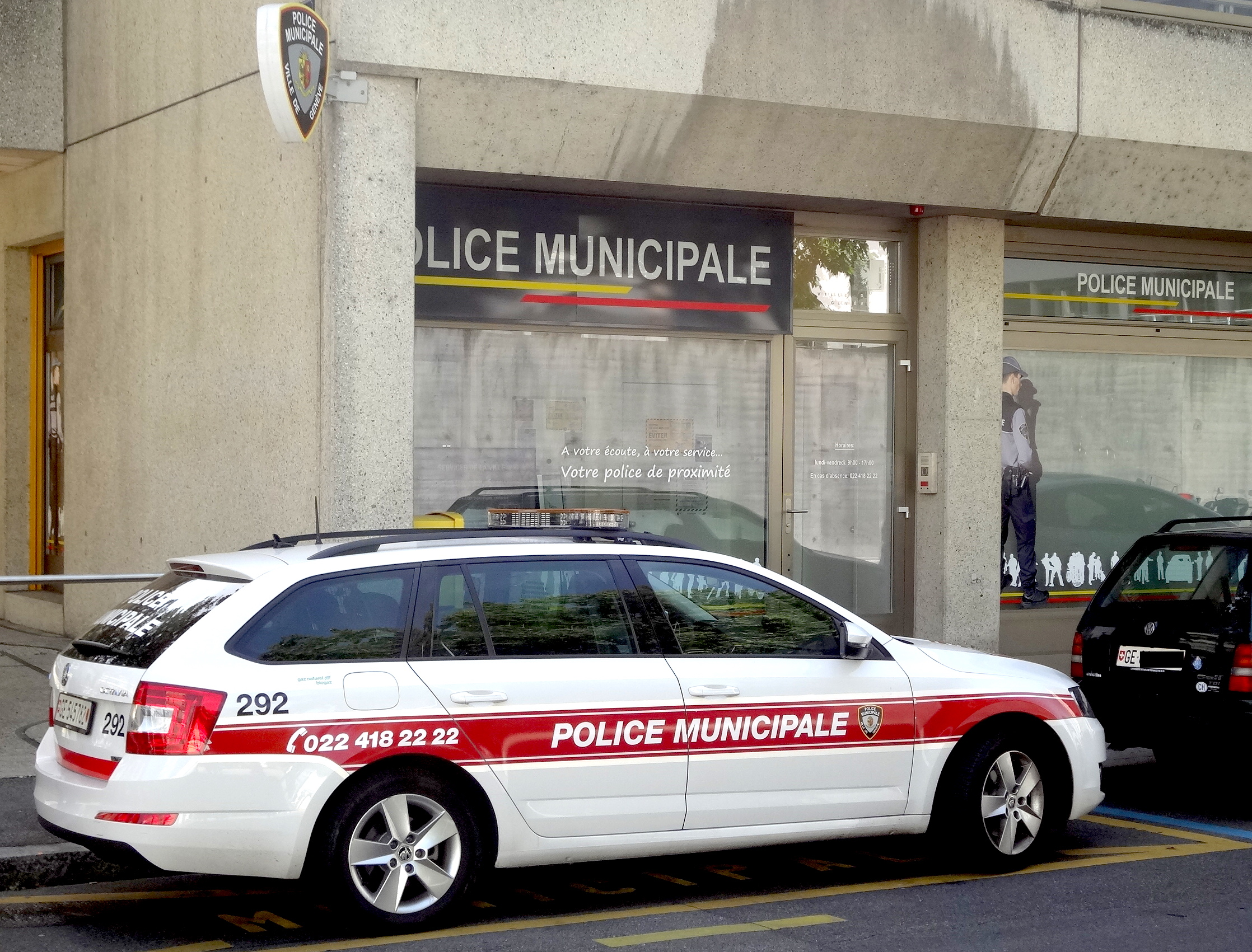
Police municipale de Genève (2017).
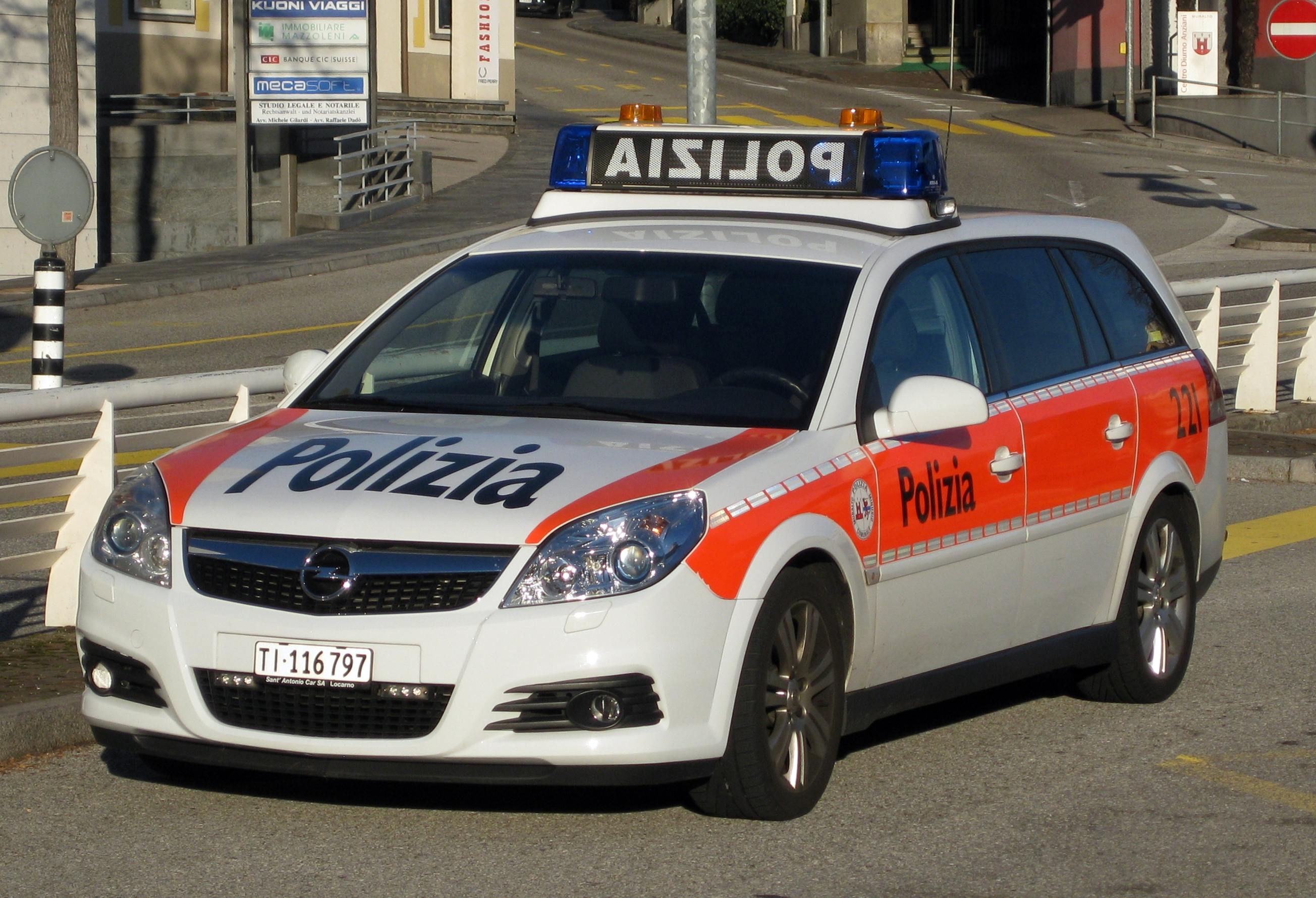
Police de Locarno (2011)
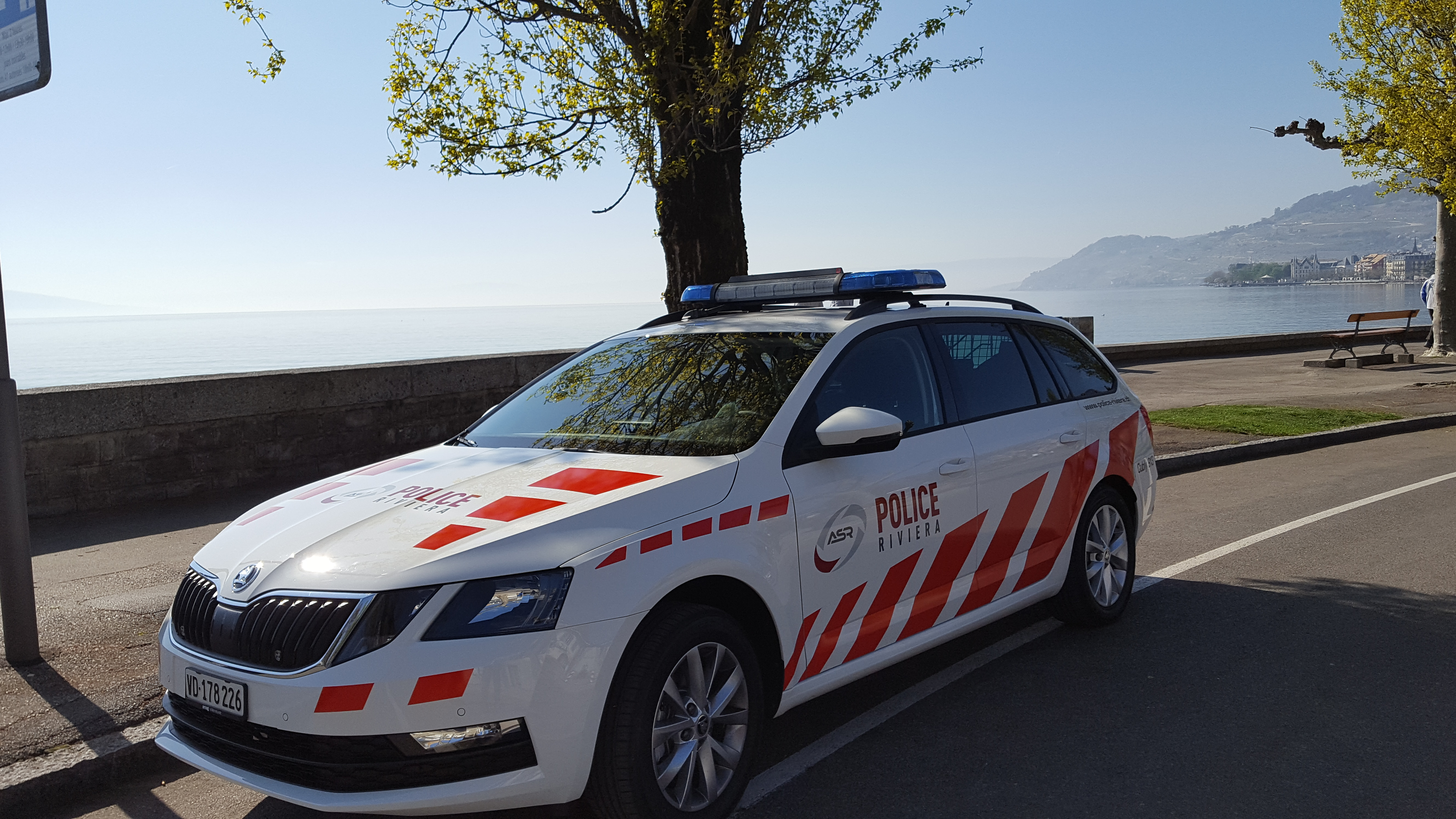
Police Riviera (2017)
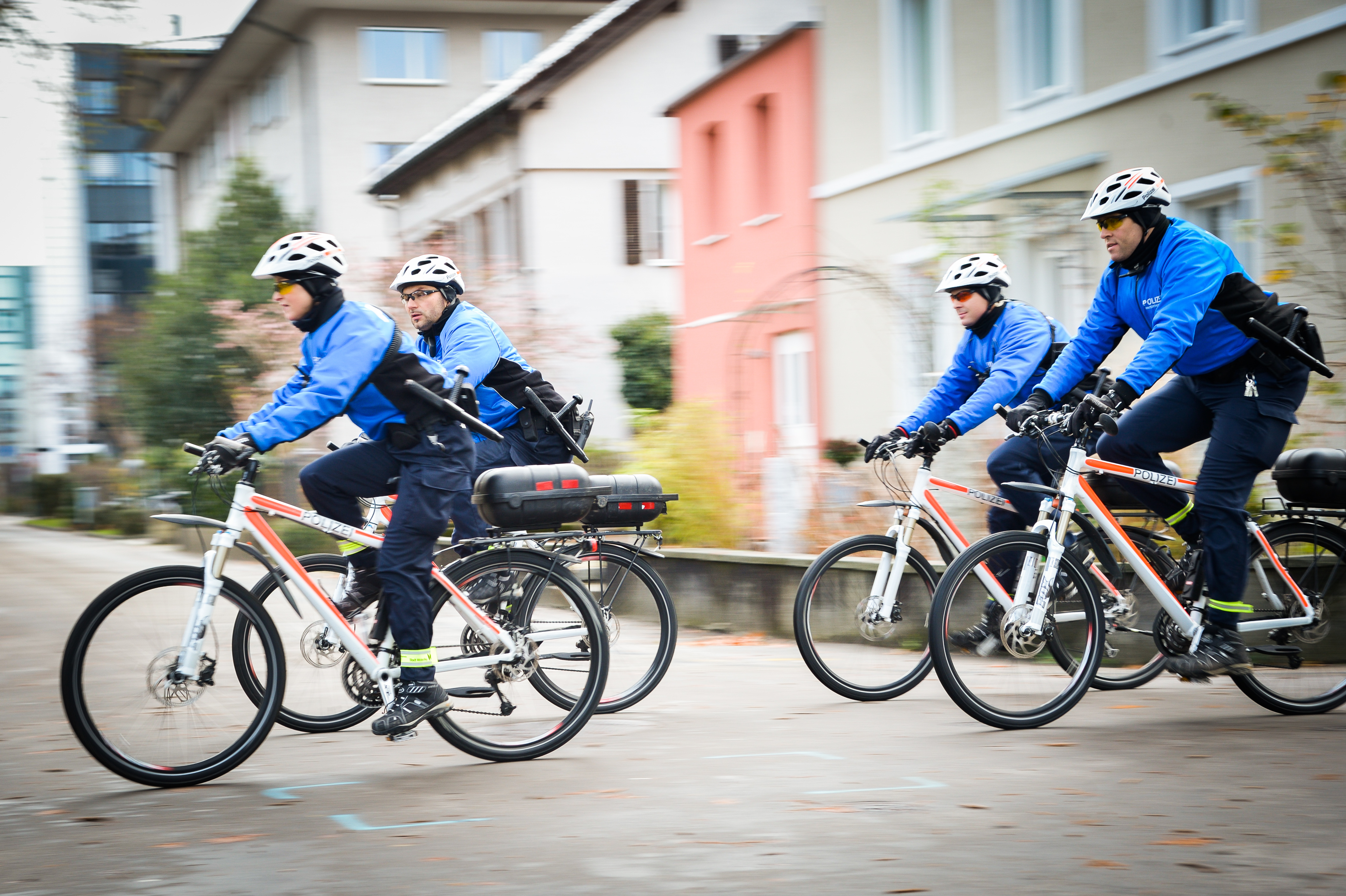
Patrouille cycliste de la Stadtpolizei Winterthur (2012).

### Autres corps de la confédération assumant des tâches de police

#### Corps des gardes-frontière
Constituant le dernier service de sécurité helvétique, le corps des gardes-frontière est né de la compétence fédérale en matière de droits de douane lors de la création de l'État fédéral en 1848 également. Comptant environ 2 000 collaborateurs[réf. nécessaire], il s'agit du plus grand organe de sécurité civil national[réf. nécessaire]. Au contraire de la police fédérale (qui dépend du Département fédéral de justice et police) et de l'armée (qui dépend du Département fédéral de la défense, de la protection de la population et des sports), le corps des gardes-frontière appartient à l'Administration fédérale des douanes, et dépend par conséquent du Département fédéral des finances .
Les gardes-frontière s'occupent bien évidemment de la surveillance de la frontière et de la perception des droits de douane, mais à la suite de l'adhésion de la Suisse à l'espace Schengen, leurs rôles en matière de sécurité intérieure se sont accrus et couvrent désormais également des tâches comme la recherche de véhicules et de personnes, ainsi que la lutte contre la criminalité dans l'espace frontalier.
Ces nouvelles prérogatives attribuées aux gardes-frontière ne vont pas sans poser des problèmes[réf. nécessaire], certains cantons estimant que les gardes-frontière empiètent sur la souveraineté cantonale[réf. nécessaire] et constituent de fait une sorte de police fédérale en uniforme[réf. nécessaire], au mépris de la Constitution. Malgré tout, dix-huit cantons ont passé des accords de coopération en matière de police avec le corps des gardes-frontière.
La formation de garde-frontière s'étend sur environ deux ans (puis un module de spécialité et un stage de perfectionnement) pour obtenir le titre de « spécialiste en douane et sécurité des frontières ».
L'administration fédérale des douanes possède également une unité spéciale appelé le Commando d'engagement mobile Helvetia (MEK Helvetia). La MEK Helvetia est le groupe d'intervention faisant partie du Corps des gardes-frontières et rattaché à la direction des poursuites pénales de l'Administration fédérale des douanes (AFD). Légalement, la MEK Helvetia est soumise à la juridiction militaire.

Écusson officiel du Corps des gardes-frontière.
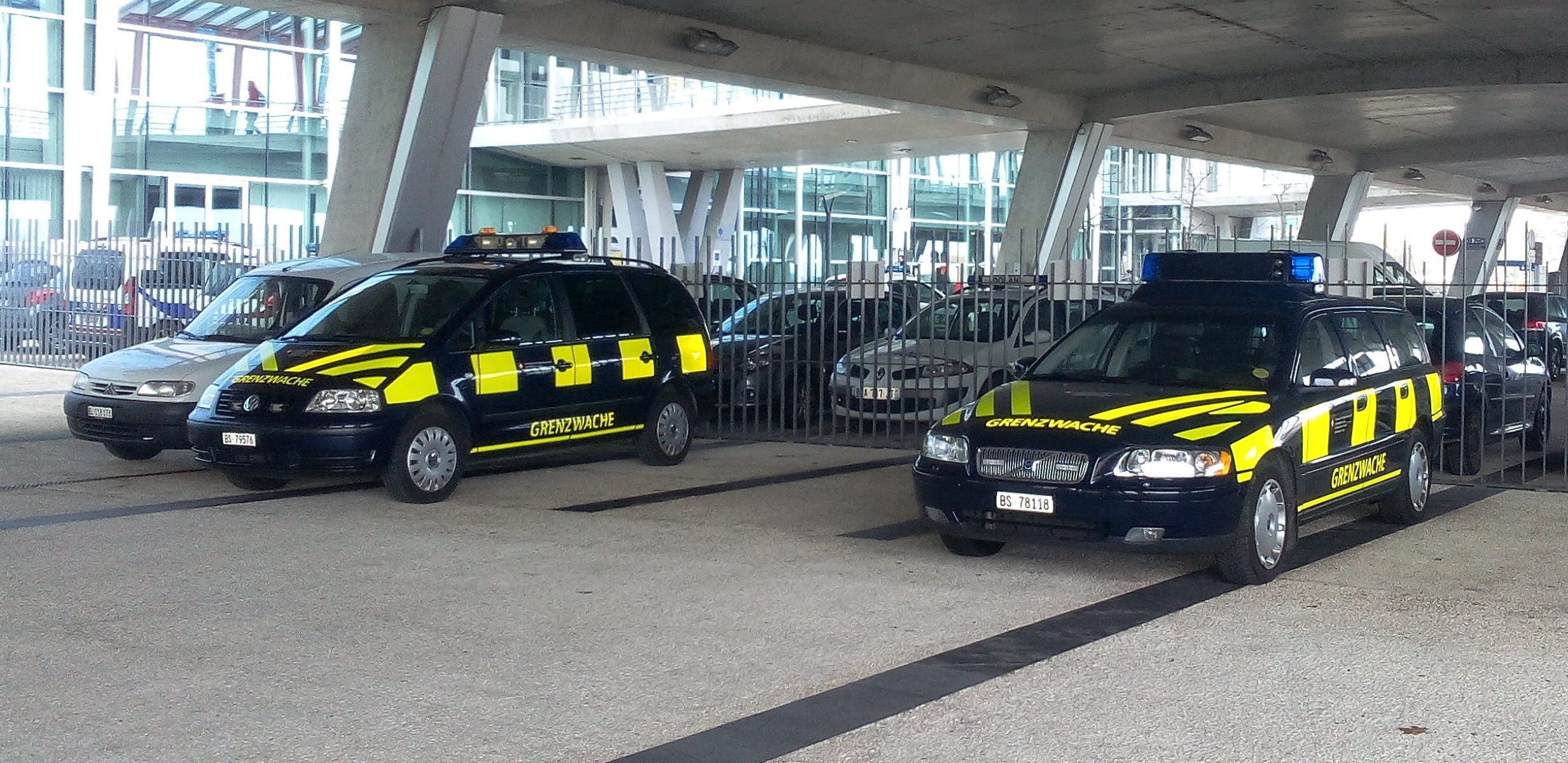
Véhicules d'intervention, Aéroport de Bâle-Mulhouse (2015).
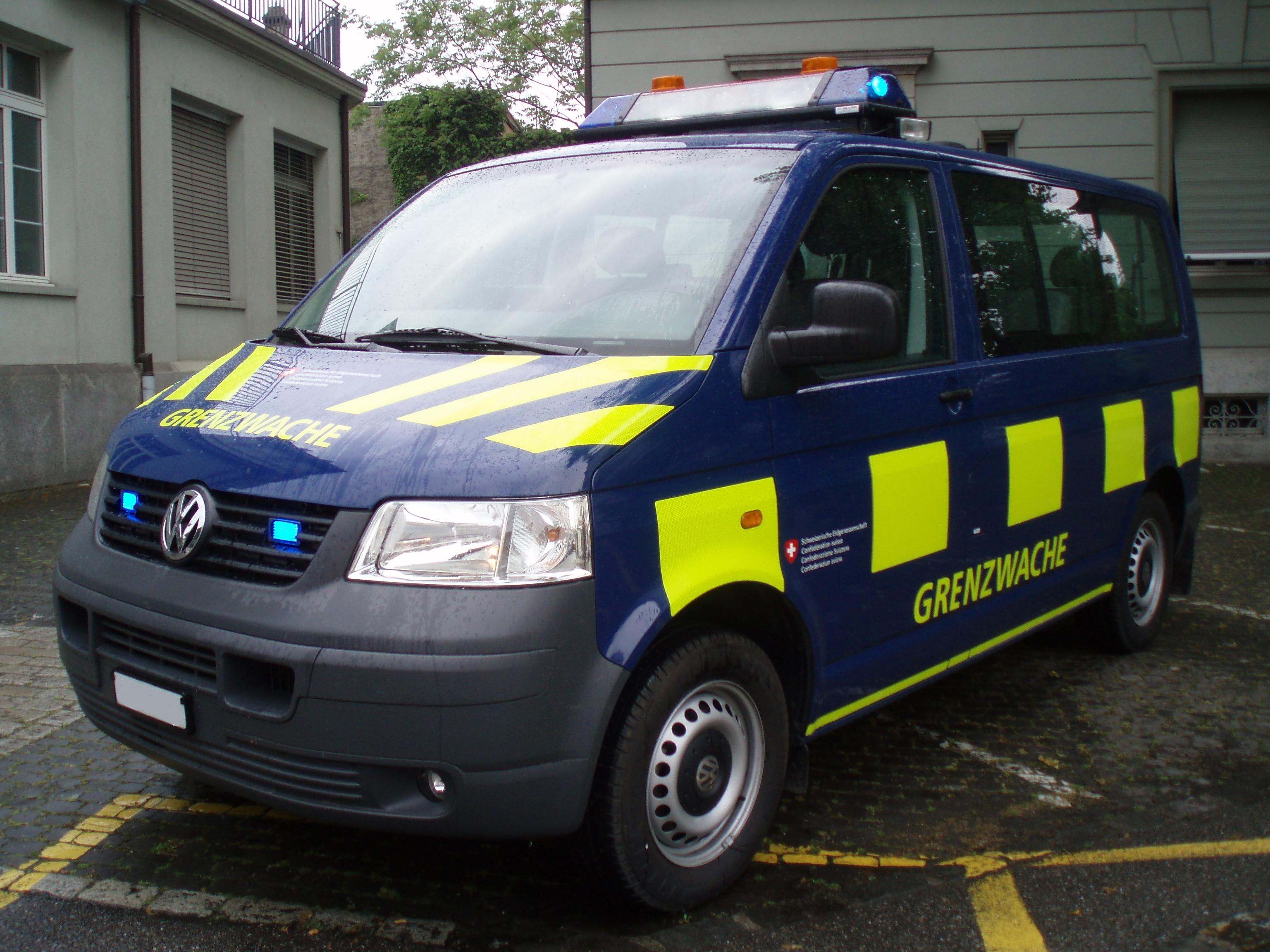
Véhicule d'intervention (2007).
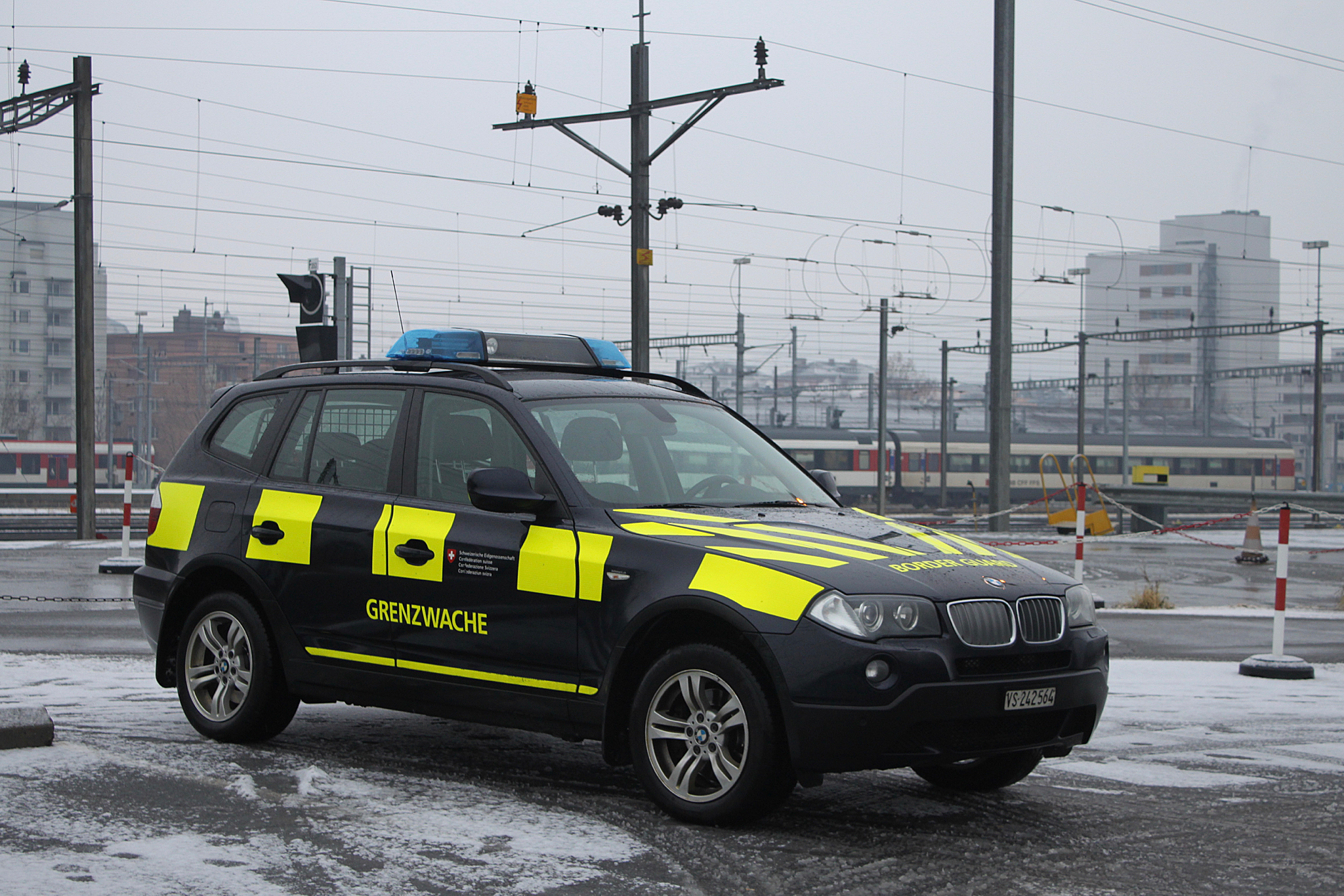
Véhicule d'intervention à Brigue (2017).
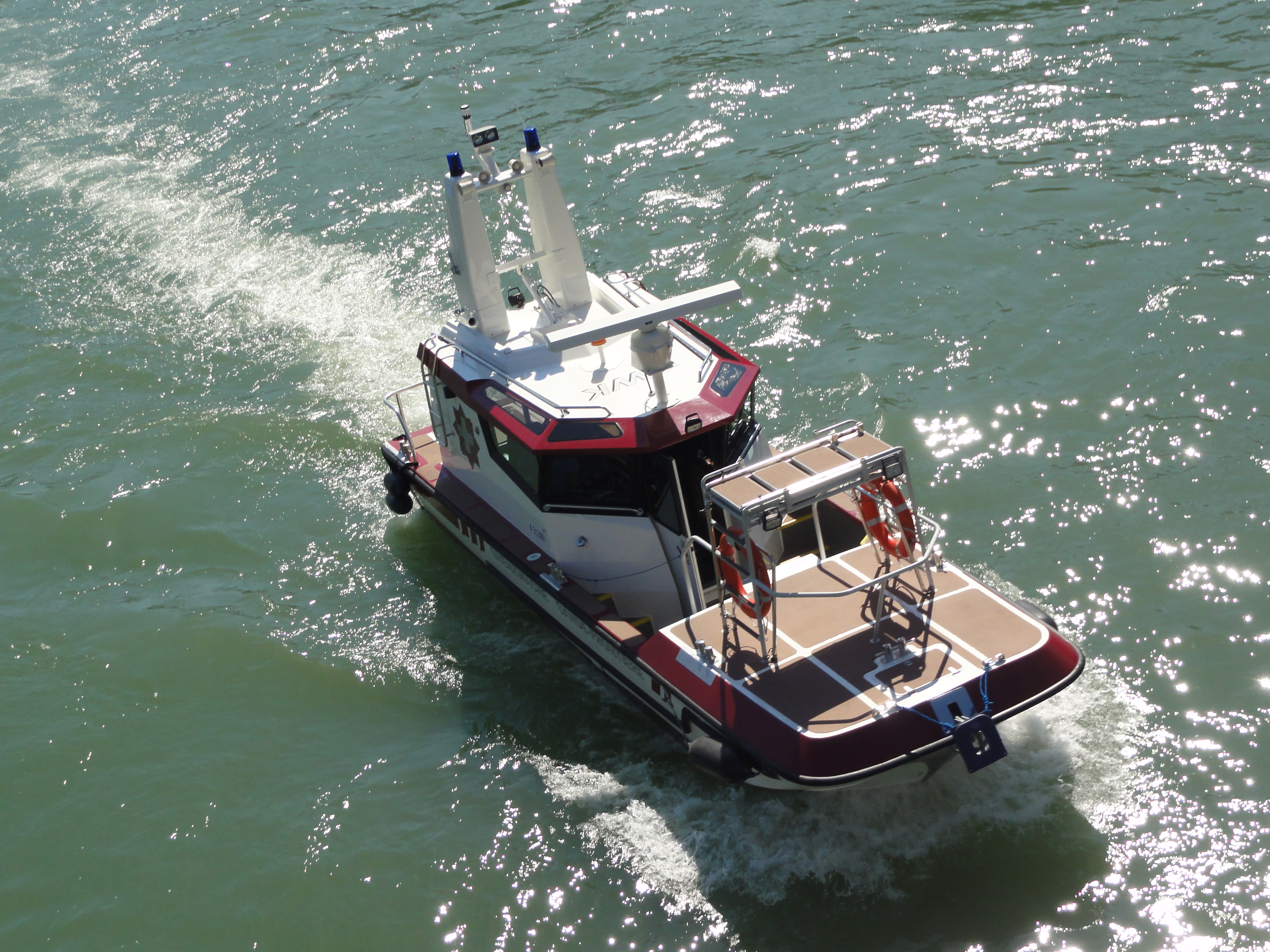
Bateau d'intervention sur le Rhin, Bâle (2012).

#### Polices militaires
La sécurité militaire exécute des tâches de police de sécurité, judiciaire et de circulation dans l’Armée suisse. Elle a aussi des engagements subsidiaires au profit d’autorités civiles, ainsi que pour l’élimination de munitions non-explosées et le déminage militaire/humanitaire.

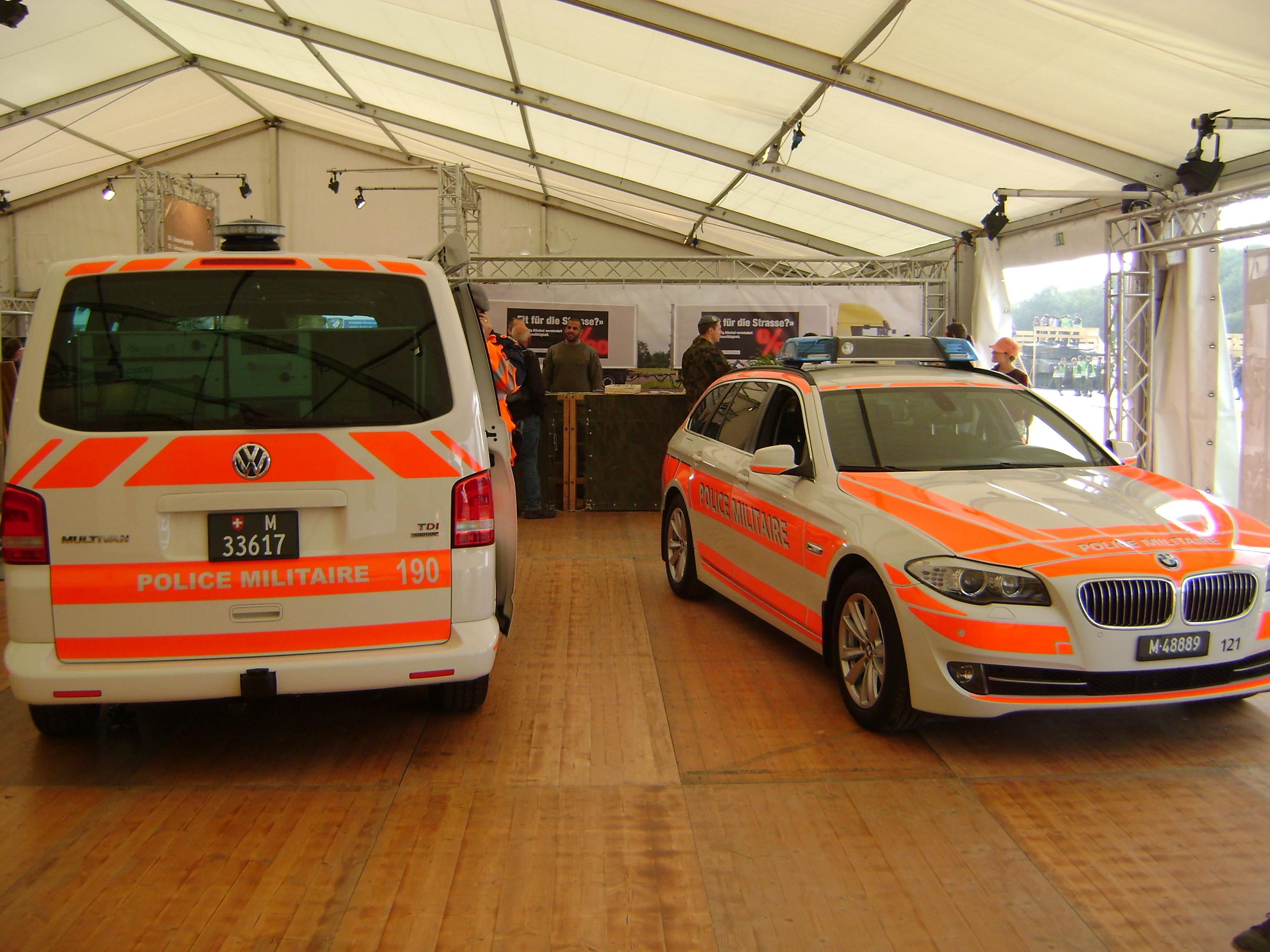
Véhicules de la police militaire (2014).
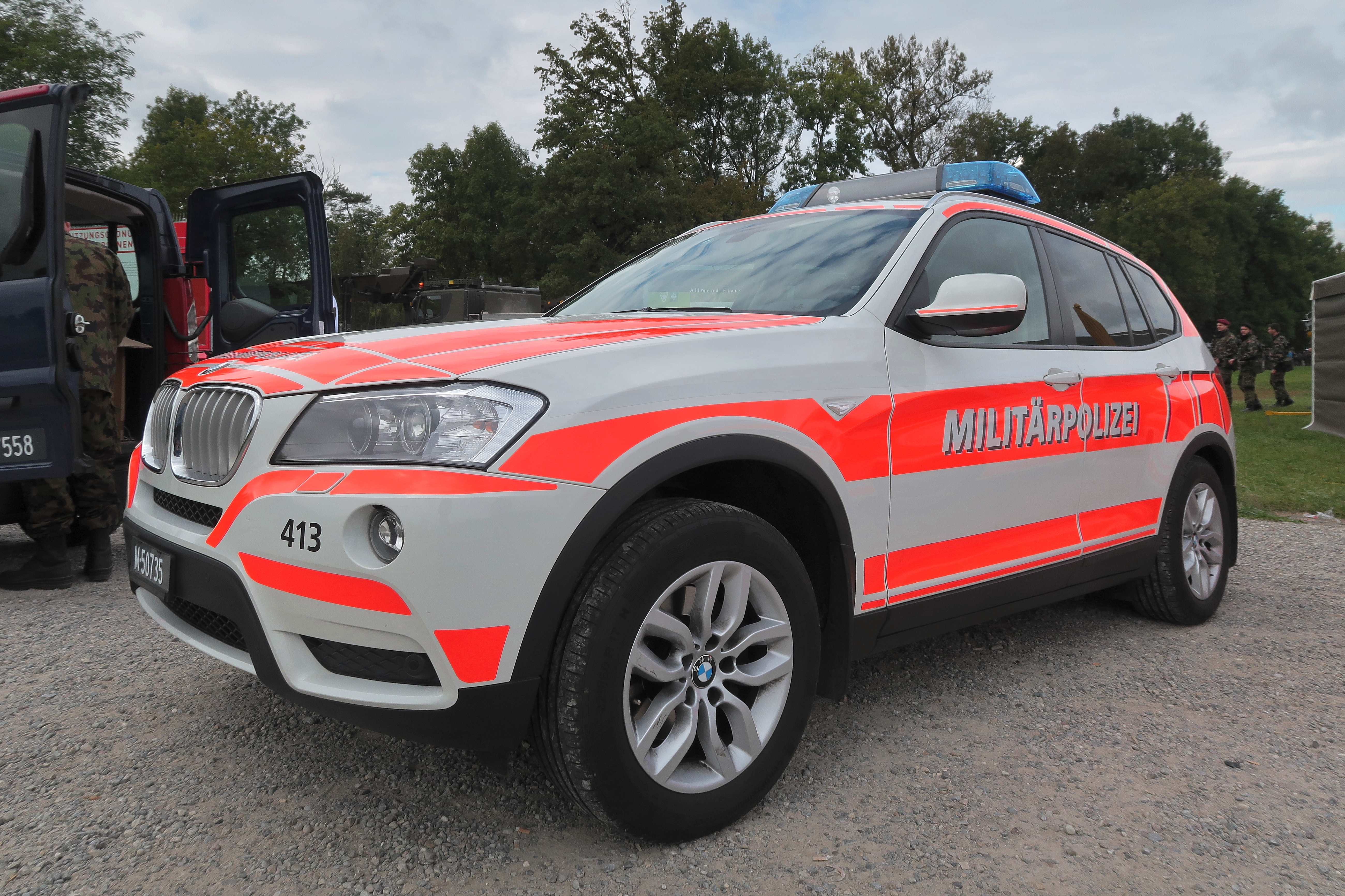
Véhicule de la police militaire (2016)
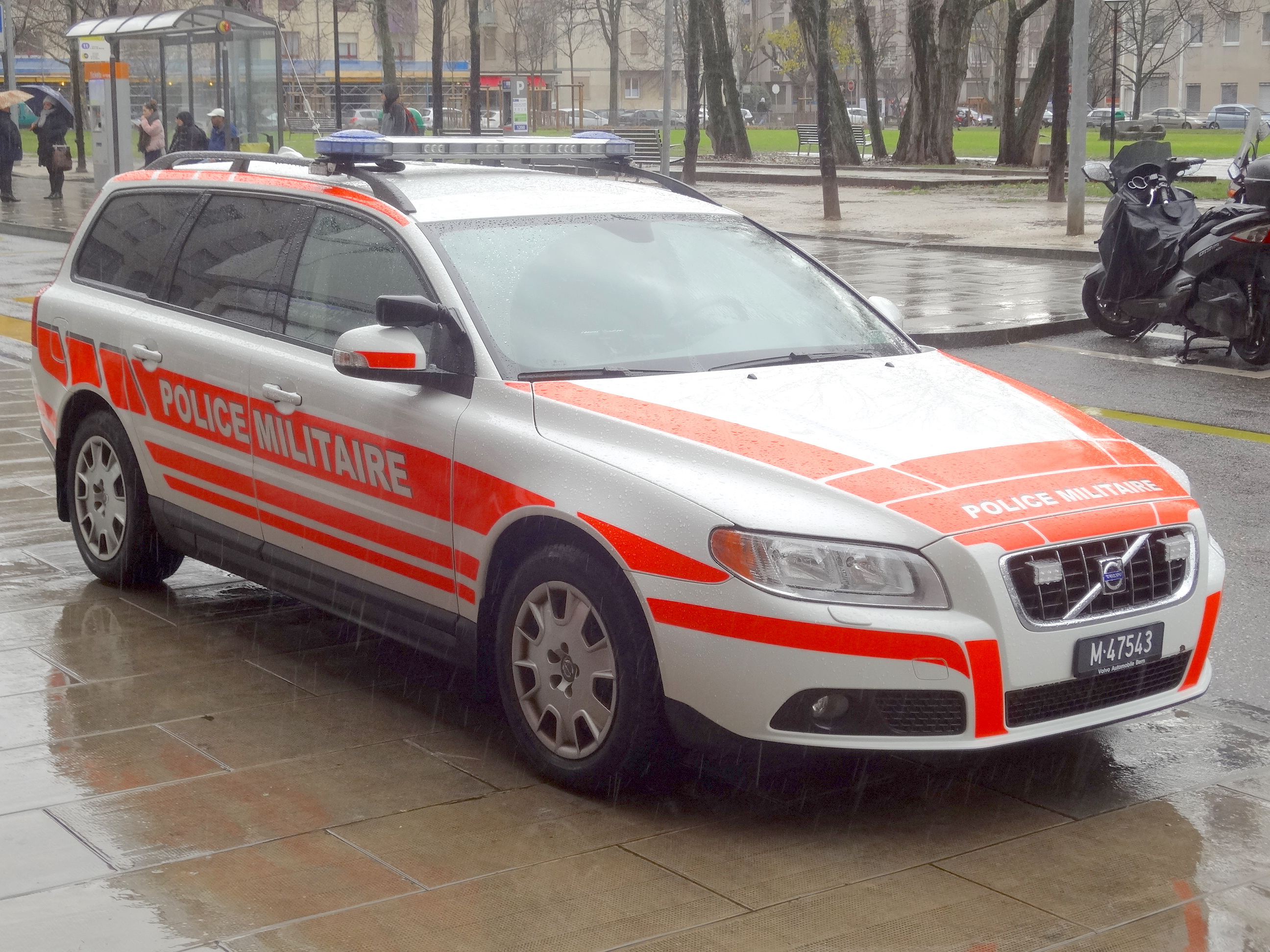
Véhicule de la police militaire à Genève (2017).
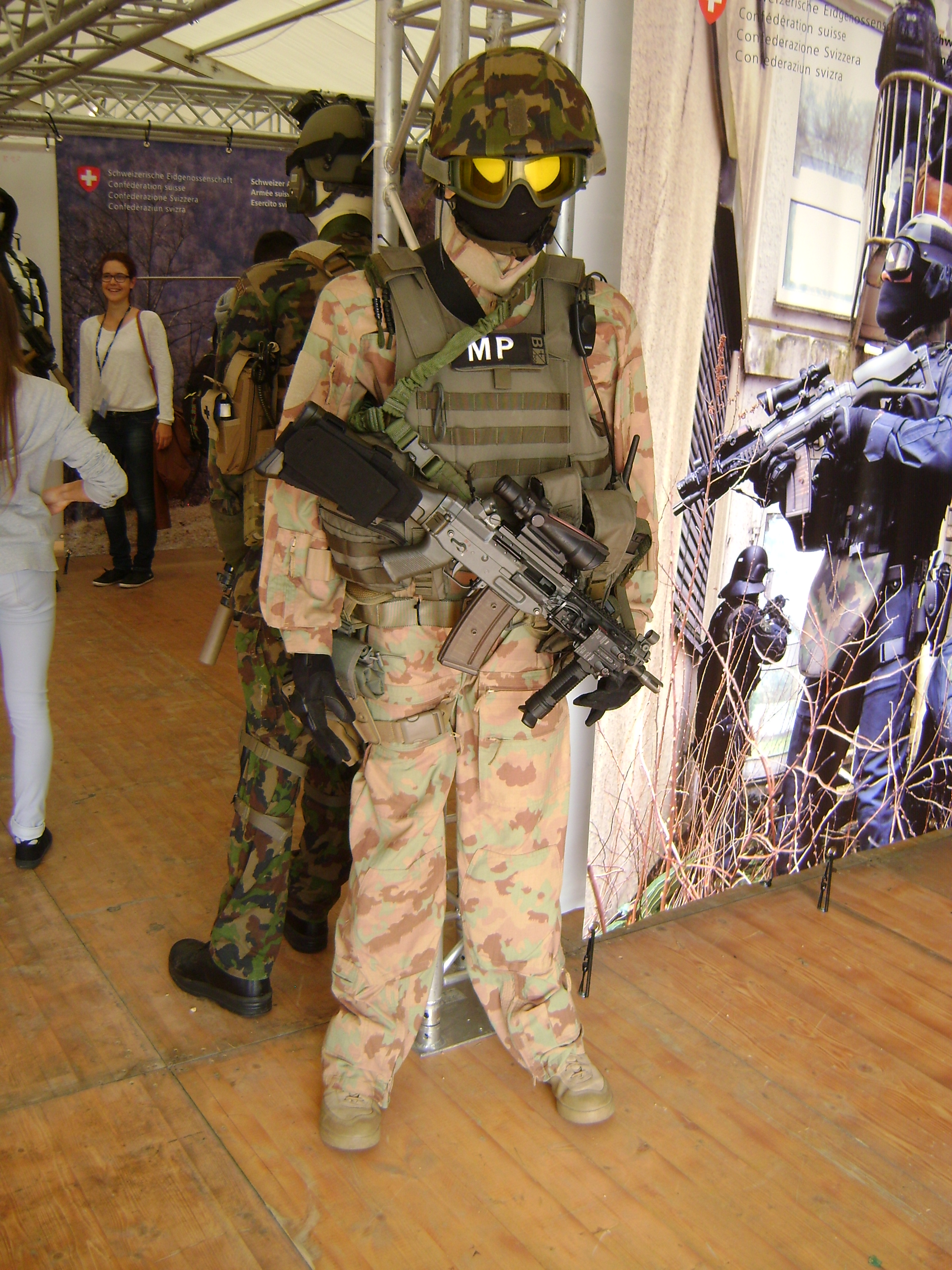

#### Police des transports CFF
Différents organes de sécurité patrouillent dans les transports publics ainsi que dans les gares et aux arrêts de tram et de bus. Ils protègent les voyageurs, les employés, les marchandises transportées, l'infrastructure et les véhicules et garantissent une exploitation régulière des lignes de transport. Les compétences ainsi que les tâches de ces organes sont régies par une loi fédérale et son ordonnance d'application. Cette loi distingue deux types d'organes de sécurité, à savoir la police des transports et le service de sécurité. La police des transports se distingue du service de sécurité par des tâches et des compétences supplémentaires, par l'assermentation de son personnel et par le port obligatoire de l'uniforme.
La police des transports des Chemins de fer fédéraux suisses (CFF), parfois qualifiée « police de proximité, », est le corps de police veillant au maintien de l’ordre et de la sécurité dans les gares et les moyens de transport de plusieurs entreprises de transports publics. Il est pleinement intégré aux CFF depuis le 1er janvier 2011. Le corps est composé de 245 membres, comprenant 187 policiers et policières, et est réparti en 3 régions et 12 points d'appui. Certains cantons ont signé une convention de collaboration avec les CFF, afin d’élargir les compétences de la police des transports sur leur territoire. Depuis 2012, les Transports publics genevois font appel à leurs services. La police des transports sont également un appui à la police cantonale, lors d'intervention urgentes.  Elle occupe notamment les tâches de police secours en gare de Lausanne. 
L'académie de police de Savatan, accueille les aspirants et les aspirantes de la police des transports depuis 2014.
La police des transports possède également plusieurs spécialisations, notamment une patrouille K9, une brigade de maintien de l'ordre.

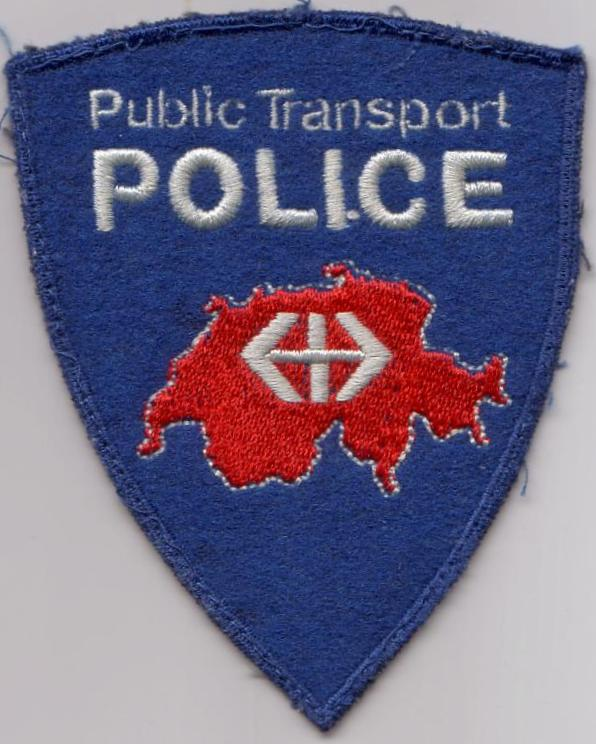
Écusson de la Police des transports des CFF.
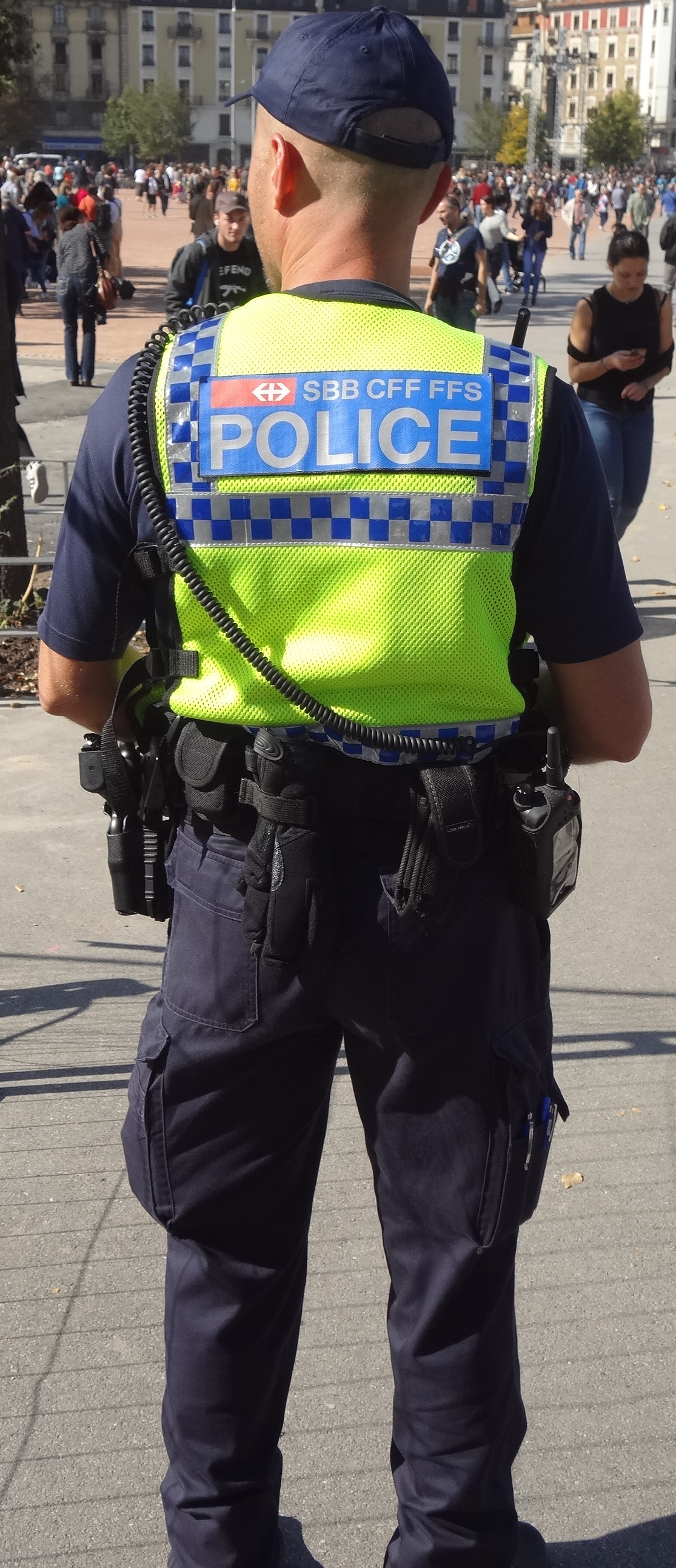
Police des transports, Genève (2017).
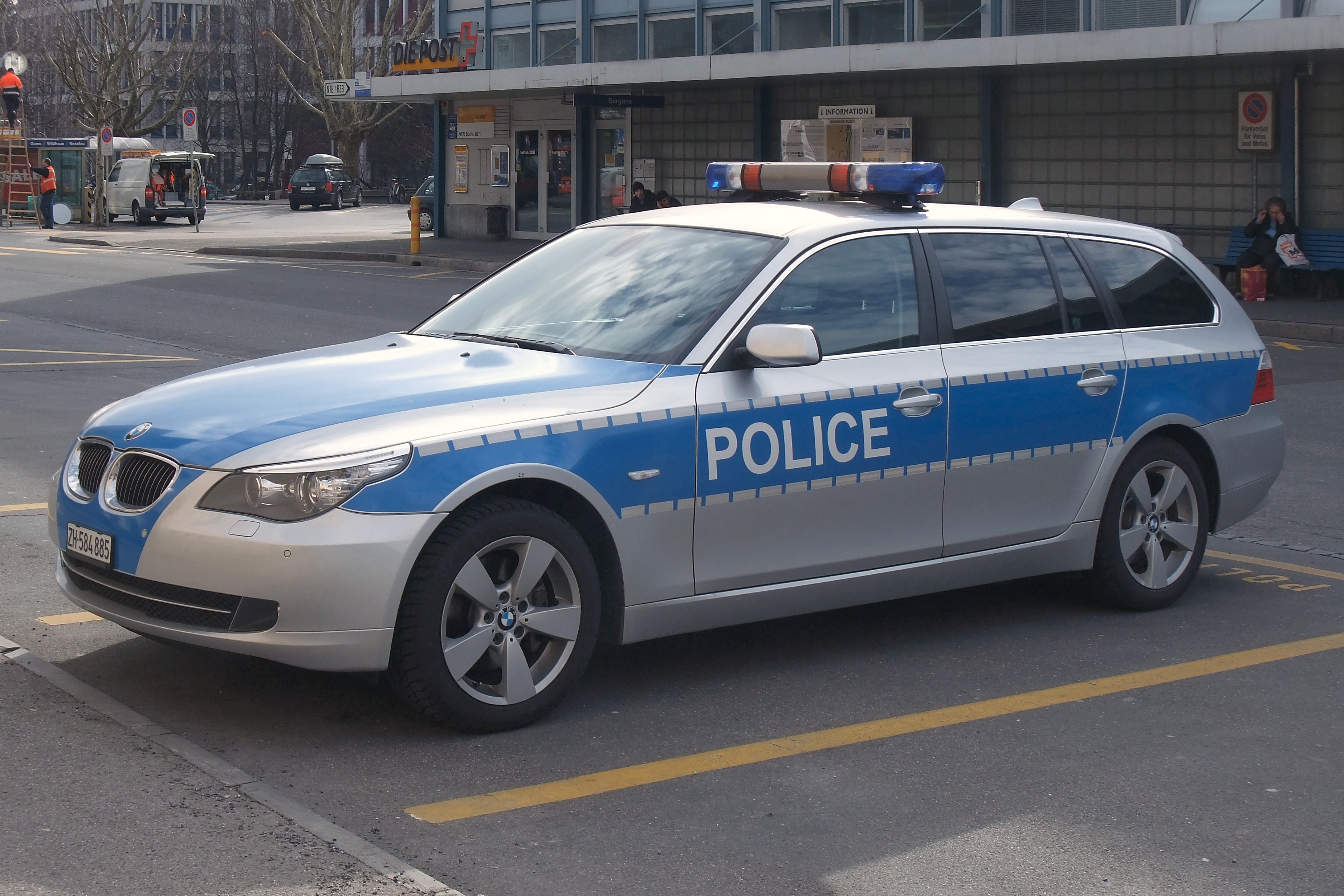
Police des transports, véhicule à Buchs (2010).
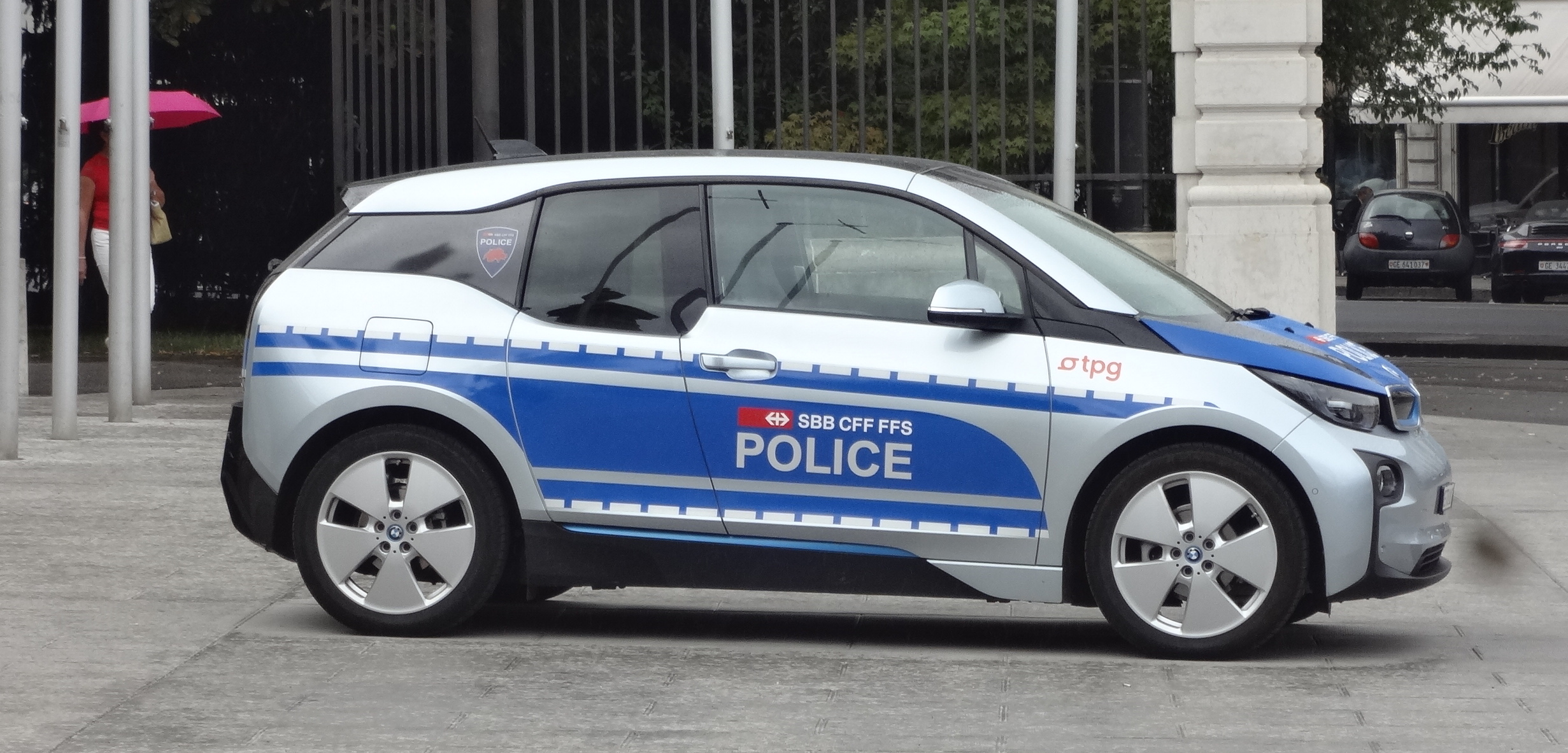
Police des transports, véhicule à Genève (2017).
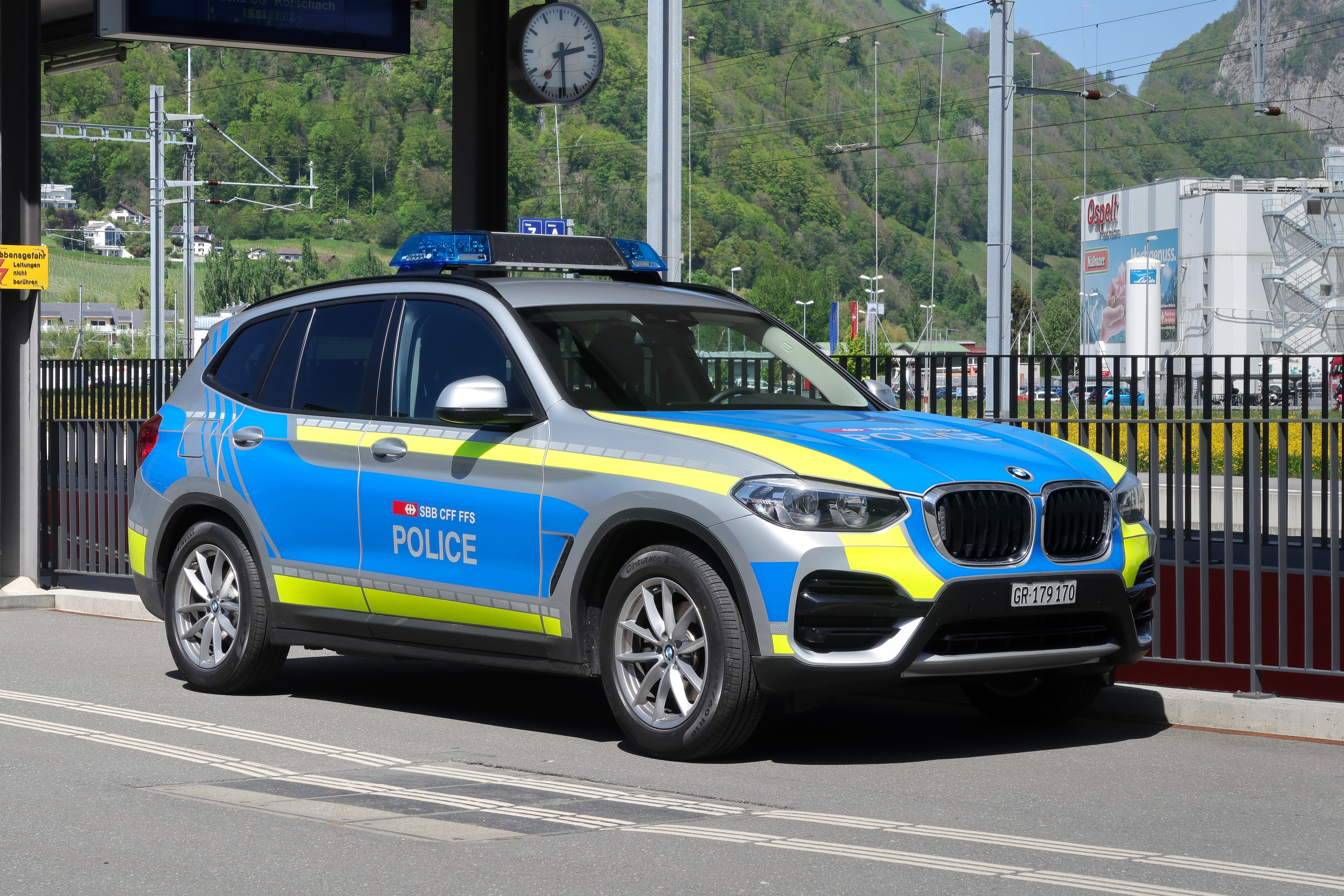
Police des transports, véhicule à Sargans (2019).

## Coopérations en matière de police

### Coopération nationale
Elle passe principalement par la Conférence des commandants des polices cantonales de Suisse (CCPCS).

### Coopération internationale
La Suisse est membre d'Interpol.

## Moyens à disposition des polices
Ceux-ci varient en fonction du budget des cantons et de leur politique en matière de sécurité, ainsi que des compétences attribuées à leurs forces de police.

### Moyens financiers et humains
Ainsi, pour l'année 2010, le canton de Vaud prévoyait un budget de 165 522 300 francs suisses pour 1 077,10 postes de travail, alors que celui du canton du Valais prévoyait 71 492 700  pour un effectif de 440 policiers et 40 collaborateurs en équivalent plein-temps. À côté de cela, le canton de Neuchâtel annonçait 59 737 500 francs pour environ 400 policiers.
Dès lors, on peut constater que les fonds alloués par ces trois cantons, au prorata de leurs effectifs, sont relativement similaires puisque le canton de Vaud alloue 153 674,03 francspar poste, celui du Valais 148 943,25 francs  et enfin celui de Neuchâtel environ 149 343 francs.
Au niveau du nombre de fonctionnaires de police par habitant, le canton de Vaud dispose d'un fonctionnaire pour 650 habitants, sa population résidente étant de 700 000 habitants ; le Valais, avec une population de 303 241 habitants, a un fonctionnaire pour 632 habitants ; le canton de Neuchâtel dispose quant à lui, avec une population de 170 320 habitants, d'un fonctionnaire pour environ 425 habitants. Rappelons néanmoins que ce dernier canton est en train de supprimer ses polices locales.

### Police montée
Une police montée a existé dans certaines polices communales ou cantonales, par exemple à Genève, Martigny, Neuchâtel, Yverdon et Zurich. Ces expériences ont été abandonnées pour des raisons de coût. Neuf cavaliers dont huit femmes sont engagés à nouveau dans le canton de Genève en avril 2018.

### Moyens auxiliaires
Des auxiliaires de sécurité peuvent être mobilisés, ils n'exercent généralement pas cette occupation à plein temps, font principalement de la surveillance de personnes et d'évênements et sont attribués à un quartier, une mission précise ou une plage horaire et ensuite affectés à d'autres personnes. Ils peuvent être mobilisés dans la minute via leur téléphone mobile. La police peut y avoir recours comme témoins sur une intervention ou un évènement particulier. Ces auxiliaires sont gérés par des agences de sécurité privées et sont traités comme des indicateurs.

## Controverse

### Pandémie de Covid-19
Durant la pandémie de Covid-19, dès 2021 le collectif de policiers Wir für Euch (« Nous pour vous ») s'oppose aux mesures sanitaires jugées abusives et à leur application par les polices cantonales, ce dont la fédération suisse des fonctionnaires de police se distancie,,.[pertinence contestée]

### Accusation de racisme
En 2022, à la suite de plusieurs décès d'hommes noirs aux mains de la police vaudoise, l'ONU dépêche un groupe de travail sur le racisme systémique en Suisse, notamment au sein de la police. Les experts dénoncent entre autres le profilage racial.

### Bases légales
- Code de procédure pénale suisse (CPP) du 5 octobre 2007 (état le 1er février 2020), RS 312.0.